# 桑名市

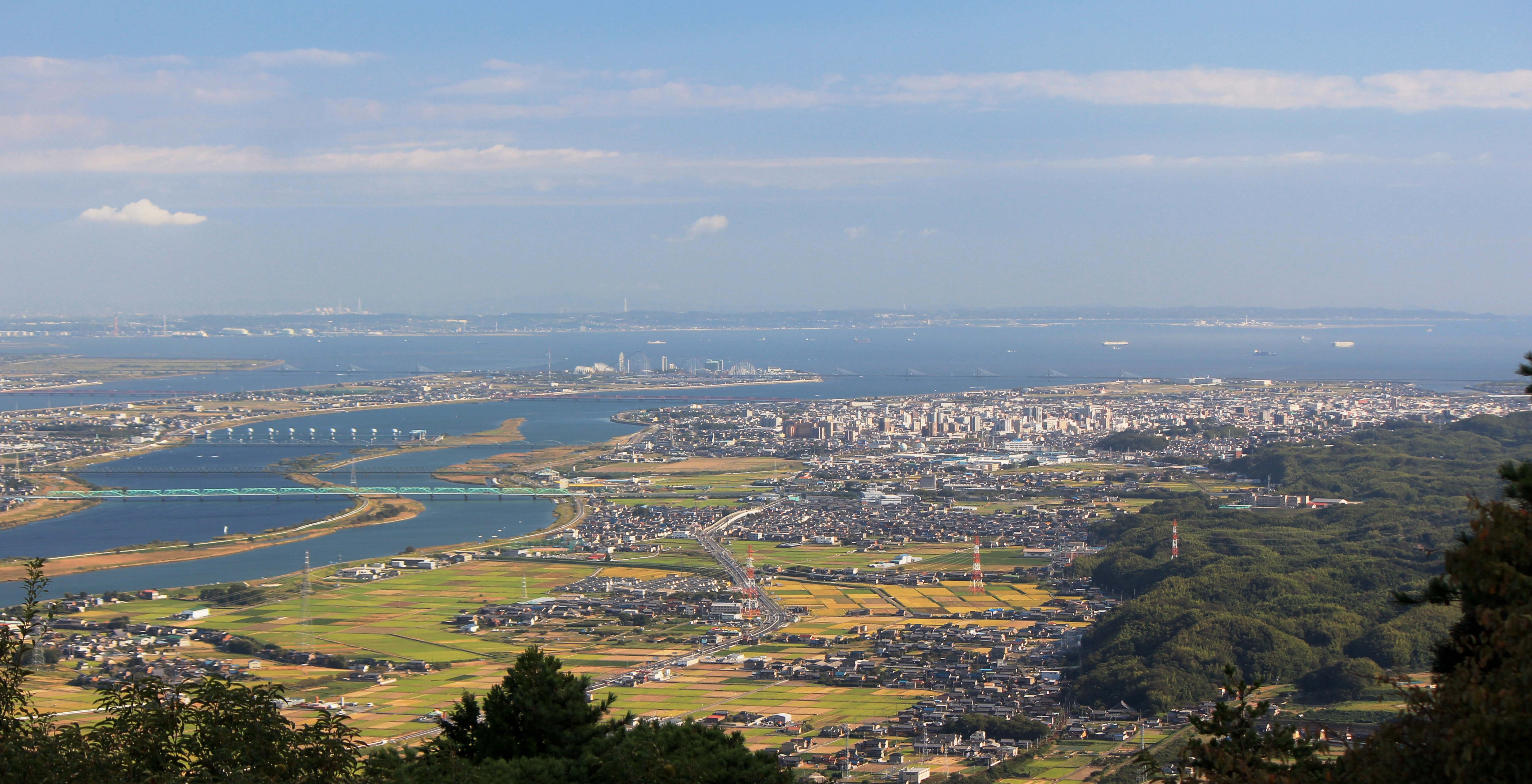
多度山から望む市中心部と木曽三川、遠景は伊勢湾

桑名市（くわなし）は、三重県の北部に位置する市。

## 概要
伊勢湾の堆積平野の伊勢平野と木曽三川による沖積平野の濃尾平野の境にある都市。愛知県と岐阜県に接しており、名古屋市から25km圏に位置する。名古屋市のベッドタウンとして宅地開発が進んでいる。無形文化財に石取祭や連鶴の折り方の「桑名の千羽鶴」などがある。
2004年（平成16年）12月6日に桑名市、桑名郡長島町、多度町の3市町村が合併（対等合併）して誕生した市である。
蛤（はまぐり）料理に代表される食文化を有し、ナガシマスパーランド、多度大社、六華苑、東海道の七里の渡しなど豊富な観光資源に恵まれた三重県下屈指の観光都市であり、機械・金属系を中心とする工業都市でもある 。

## 地理

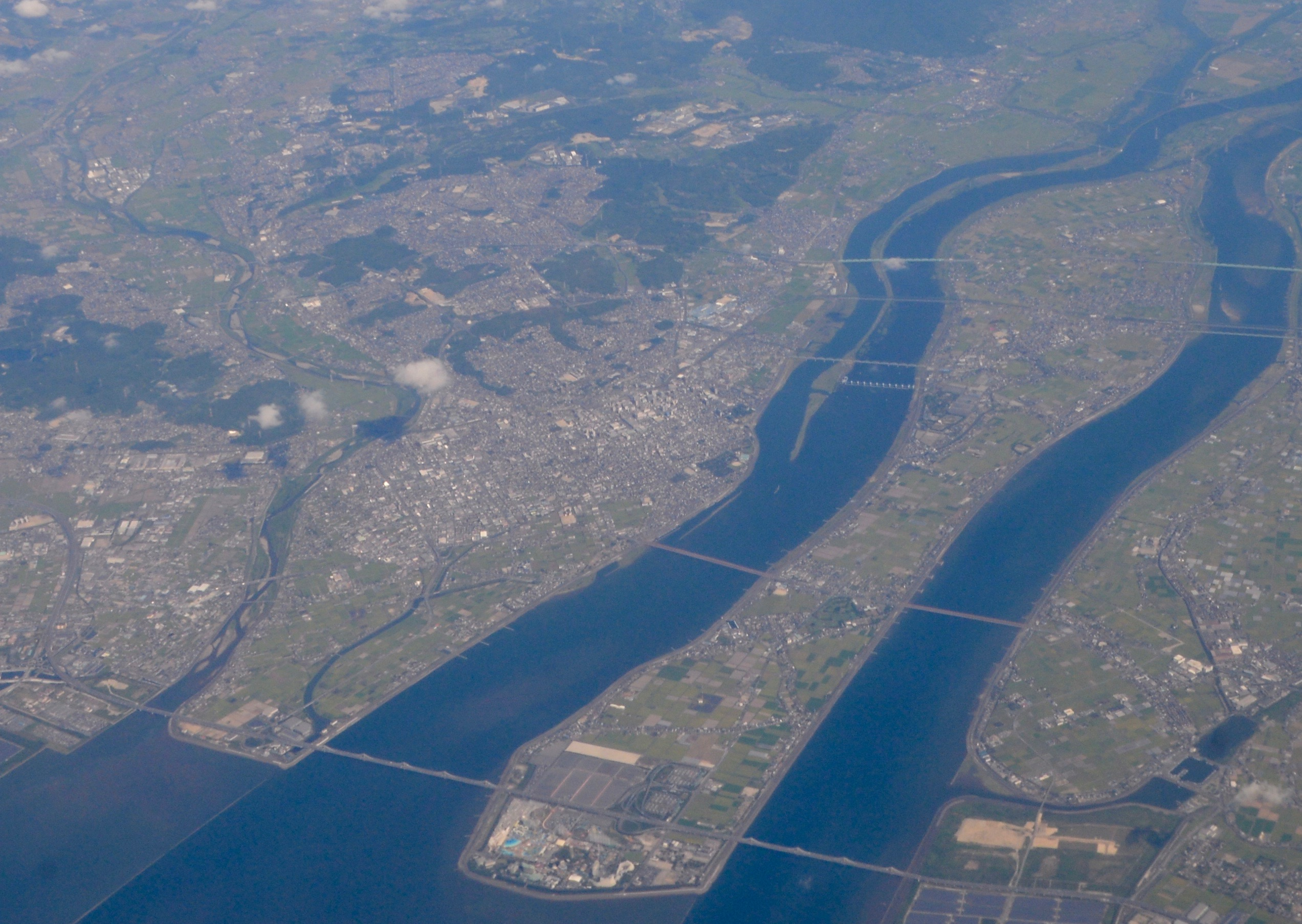
木曽三川河口域に位置する桑名市（空中写真）

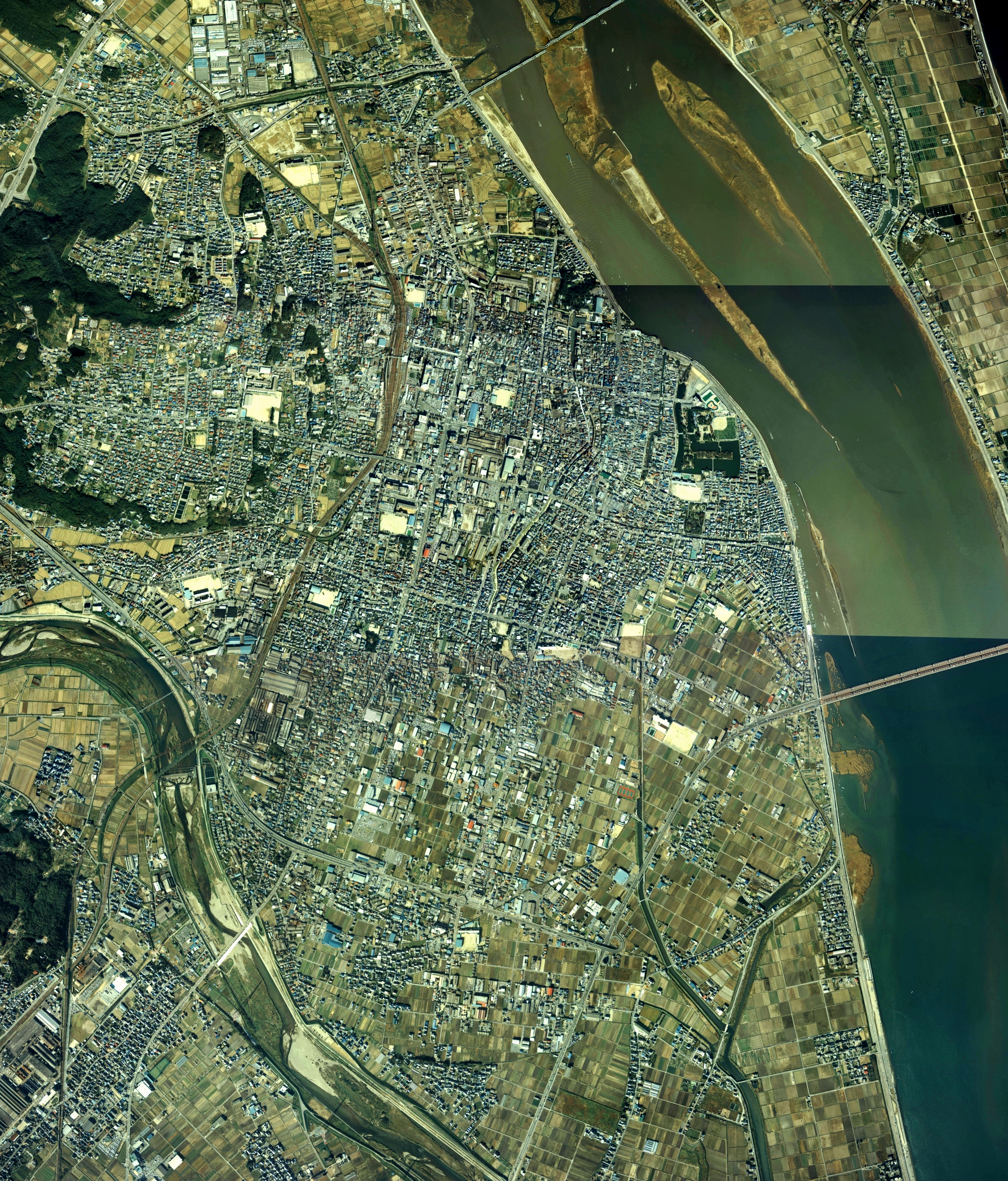
桑名市中心部周辺の空中写真。1987年撮影の12枚を合成作成。。

木曽三川（木曽川、長良川、揖斐川）の河口にあり、北西部に養老山地、南東部に伊勢湾がある。地形的には養老山地南東部にあたる山地や丘陵地帯、伊勢湾に面した木曽三川と員弁川による堆積平野、木曽川や長良川周辺の輪中に代表される水郷地帯からなる。ごく一部のみ木曽川東岸に存在する（経緯は「木曽岬干拓地」参照のこと）。
伊勢神宮の「一の鳥居」が設置されるなど、伊勢国の東の玄関口として位置付けられる。その地理的条件により、江戸時代には東海道でも指折りの宿場町、城下町、港町として栄えた。

### 隣接している自治体
- 三重県四日市市、いなべ市、桑名郡木曽岬町、員弁郡東員町、三重郡朝日町、川越町
- 愛知県愛西市、弥富市
- 岐阜県海津市

### 主な地形
河川

#### 木曽川水系
- 木曽川
- 長良川
  - 長島川、新川 （県管理）
- 揖斐川
  - 新堀川、大山田川、沢北川、東川、流石川、三砂川、新田川、多度川、肱江川 （県管理）
  - 山江川 （市管理）

#### 員弁川水系

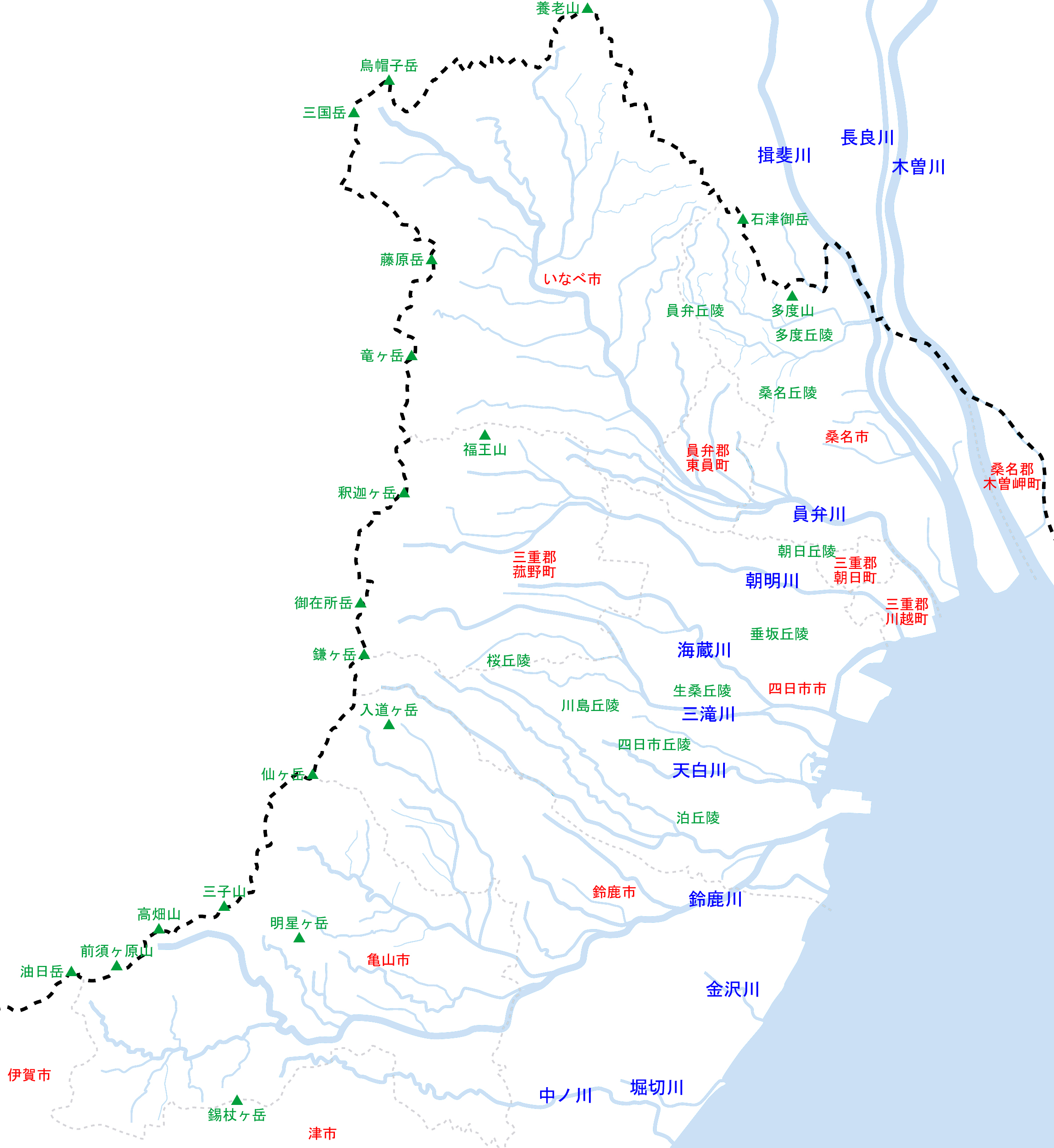
三重県北部を流れる河川の位置関係。濃い破線は県境、薄い破線は市町村境。河川名は木曽川水系以外は水系本川のみ記載。

- 員弁川（町屋川）
  - 三孤子川、弁天川、嘉例川 （県管理）
  - 笹貝川、蓮花寺川 （市管理）

湖沼
- 平群池（へぐりいけ）

山岳
- 養老山地
  - 多度山

### 気候
太平洋側気候で、一般には温和な気候であり、日照時間も多い。夏は非常に蒸し暑く、最高気温が38℃を超える日も珍しくない。2024年（令和6年）8月9日には三重県内で初めて最高気温が40℃を超えた。また、熱帯夜となる日も多い。冬は乾燥した晴天の日が多いが、強い冬型の気圧配置となり滋賀方面から鈴鹿山脈を越えて雪雲が流れてくると大雪に見舞われることがある。
- 気温 - 最高40.4℃（2024年8月9日）、最低－6.4℃（1999年2月4日）
- 最大日降水量 - 358ミリ（2000年9月11日）
- 最大瞬間風速 - 27.8メートル（2018年9月4日）
- 夏日最多日数 - 158日（2024年）
- 真夏日最多日数 - 94日（2023年）
- 猛暑日最多日数 - 43日（2024年）
- 熱帯夜最多日数 - 57日（2024年）
- 冬日最多日数 - 50日（1981年、1984年）

| 桑名の気候               | 桑名の気候   | 桑名の気候   | 桑名の気候    | 桑名の気候    | 桑名の気候    | 桑名の気候    | 桑名の気候    | 桑名の気候    | 桑名の気候    | 桑名の気候    | 桑名の気候   | 桑名の気候   | 桑名の気候       |
| 月                       | 1月          | 2月          | 3月           | 4月           | 5月           | 6月           | 7月           | 8月           | 9月           | 10月          | 11月         | 12月         | 年               |
| ------------------------ | ------------ | ------------ | ------------- | ------------- | ------------- | ------------- | ------------- | ------------- | ------------- | ------------- | ------------ | ------------ | ---------------- |
| 最高気温記録 °C （°F）   | 17.7 (63.9)  | 21.8 (71.2)  | 24.9 (76.8)   | 30.8 (87.4)   | 34.1 (93.4)   | 37.5 (99.5)   | 39.7 (103.5)  | 40.4 (104.7)  | 38.0 (100.4)  | 33.9 (93)     | 26.3 (79.3)  | 21.9 (71.4)  | 40.4 (104.7)     |
| 平均最高気温 °C （°F）   | 9.2 (48.6)   | 10.2 (50.4)  | 13.9 (57)     | 19.3 (66.7)   | 24.0 (75.2)   | 27.1 (80.8)   | 31.0 (87.8)   | 32.7 (90.9)   | 29.0 (84.2)   | 23.3 (73.9)   | 17.3 (63.1)  | 11.6 (52.9)  | 20.7 (69.3)      |
| 日平均気温 °C （°F）     | 4.8 (40.6)   | 5.5 (41.9)   | 8.9 (48)      | 14.2 (57.6)   | 19.1 (66.4)   | 22.8 (73)     | 26.7 (80.1)   | 28.0 (82.4)   | 24.4 (75.9)   | 18.6 (65.5)   | 12.6 (54.7)  | 7.3 (45.1)   | 16.1 (61)        |
| 平均最低気温 °C （°F）   | 1.2 (34.2)   | 1.5 (34.7)   | 4.5 (40.1)    | 9.6 (49.3)    | 14.8 (58.6)   | 19.3 (66.7)   | 23.5 (74.3)   | 24.6 (76.3)   | 20.9 (69.6)   | 14.8 (58.6)   | 8.6 (47.5)   | 3.5 (38.3)   | 12.2 (54)        |
| 最低気温記録 °C （°F）   | −5.7 (21.7)  | −6.4 (20.5)  | −4.4 (24.1)   | 0.2 (32.4)    | 6.0 (42.8)    | 11.6 (52.9)   | 16.3 (61.3)   | 15.5 (59.9)   | 10.9 (51.6)   | 4.5 (40.1)    | −0.7 (30.7)  | −5.0 (23)    | −6.4 (20.5)      |
| 降水量 mm （inch）       | 54.3 (2.138) | 63.2 (2.488) | 112.8 (4.441) | 141.7 (5.579) | 166.8 (6.567) | 209.5 (8.248) | 193.2 (7.606) | 137.1 (5.398) | 233.3 (9.185) | 165.8 (6.528) | 79.7 (3.138) | 59.0 (2.323) | 1,616.3 (63.634) |
| 平均降水日数 （≥1.0 mm） | 6.3          | 7.1          | 9.2           | 9.3           | 10.2          | 12.3          | 11.8          | 8.7           | 11.1          | 9.3           | 6.4          | 7.1          | 108.8            |
| 平均月間日照時間         | 159.8        | 158.3        | 188.5         | 194.3         | 199.9         | 154.2         | 175.2         | 218.6         | 163.3         | 167.1         | 157.8        | 156.7        | 2,093.6          |
| 出典：気象庁             |              |              |               |               |               |               |               |               |               |               |              |              |                  |

## 歴史

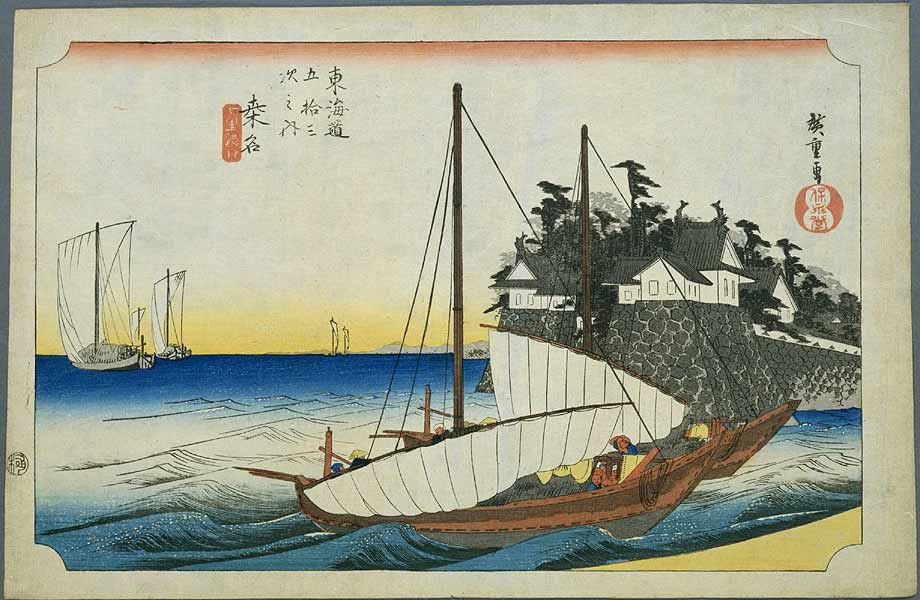
歌川広重『東海道五十三次・桑名』

- 律令制による国郡の制定時には桑名の大部分は伊勢国桑名郡（くわなのこおり）に、七和地区、久米地区は員弁郡に属していた。
- 平安時代より、主に京都及び畿内で生産されていた物資を尾張以東の東海道諸国へ送り出すための中継拠点として、また東海道諸国で生産された物資を集めて近江や伊賀を経由して京都及び畿内へ送り出す中継拠点として繁栄した[5][6][7]。
- 多度町の愛宕中世墓群から古瀬戸や常滑焼の骨壺が発掘されており、平安時代の後期から鎌倉、室町、桃山期にかけて尾張から輸入されたことが明らかになっている。
- 桑名は本州の太平洋側における上方文化圏（京都文化圏）の東端の地であり、尾張以東の東日本文化圏との接点の地でもあった。
- 室町時代には商人たちによる自由都市が形成され、堺、博多、大湊と並ぶ日本屈指の港湾都市となり、商業、海運の中心地として栄え「十楽の津」と呼ばれた。
- 桑名から京都・近江へ向かう際に横断する鈴鹿山脈の峠は、主なものとして、北から鞍掛峠・治田峠・石榑峠・八風峠・根ノ平峠・安楽峠などがある。中でも菰野町千種から根ノ平峠を越えて、現在の滋賀県東近江市永源寺町甲津畑まで至る千種街道「千種越え」と菰野町田光から八風峠を越えて、永源寺町杠葉尾までの八風街道「八風越え」とが多く利用された。
- 「八風越え」は桑名と近江の八日市・近江八幡を結ぶ重要な通商路であったが、近江の得珍保の保内商人（四本商人）（近江蒲生郡得珍保内の今堀・蛇溝・中野・今在家などの諸郷の商人で、鈴鹿山脈を越える山越商人）が商業を独占していた。永禄2・3年（1559年・1560年）の「保内商人申状案」によると、保内商人（四本商人）が八風・千種越えで、千種氏から両峠の流通独占権を認められ、その見返りとして役銭を支払っていた記録がある。
- 保内商人（四本商人）は桑名で東海地方の産物[注 1]を仕入れ近江や京都で販売した。また近江からは、京都や周辺で生産された物資の他、木地師の盆、椀、曲物、木炭、麻などの山のものが桑名へ運ばれ伊勢湾を経て尾張以東の東海道諸国へ送られて販売された。
- 戦国時代には長島の願証寺を中心として一向宗の一大拠点が形成され、一向宗門徒らによる自治が行われていたが、やがて尾張の織田信長と対立し戦乱が起きるようになった。
- 1570年（元亀元年）から1574年（天正2年）にかけて長島一向一揆が起きたが、信長の軍勢により鎮圧されて自治領は崩壊した。
- 1571年（元亀2年）5月 - 長島一向一揆の際、織田信長の命を受けた大垣城主氏家卜全により、多度大社の本宮並びに摂末社、神宝、古記録、多度大社の神宮寺であった宝雲寺（真言宗）の七十余りに及ぶである堂、塔、伽藍が全て焼きつくされ焼失した。
- 1580年（天正8年） - 織田信長の家臣滝川一益が尾張から北伊勢に侵攻した際に、四十三の子院を持ち、約千人の僧兵が居たという聖衆寺や飛鳥寺等の多くの寺院が焼き尽くされて消失した。
- 江戸時代には桑名藩11万石の城下町、および東海道五十三次で知られる東海道42番目の宿駅・桑名宿として栄えた。宮宿（名古屋市熱田区）との間の七里の渡しが有名である[8]。幕末には、佐幕派の中核をなす、いわゆる一会桑政権（一橋慶喜、会津藩、桑名藩）の拠点の一つとなった。
- 1753年（宝暦3年）‐木曽三川の治水工事のため江戸幕府は外様の薩摩藩に対し御手伝普請を命じ、翌年2月に工事が始まった。いわゆる宝暦治水である。工事は1755年（宝暦5年）に終わったが、総奉行の平田靱負は多くの犠牲者を出したことや多大な予算の超過の責任をとり切腹した。
- 桑名は木曽三川の河口に位置しているため、日本屈指の穀倉地帯であった伊勢平野と濃尾平野からの米の集積地となり、江戸時代の天明4年（1784年)から米相場の商いが始まり、米の町としても繁栄した。また1894年（明治27年）12月29日に桑名米穀取引所が開設され、1931年（昭和6年）12月に同所が閉鎖となるまで、37年間にわたり米相場の取引が行われた。当時は取引所を中心に40数軒の仲買店が軒を並べ、相場通信連絡には手旗信号を利用し、多度山を中継所として名古屋に値動きを伝えた。当時国内の主な米穀取引所としては他に、大阪堂島、東京蛎殻町、下関赤間関の3ヶ所が存在したが、桑名は全国で唯一、夕方にも相場を開き「桑名の夕市」と呼ばれ，全国にさきがけて相場を決めるため，桑名の相場が全国の米相場を決める」と言われた。
- 明治時代になると廃藩置県によって桑名藩は桑名県、長島藩は長島県となった。その後、近隣の県との合併によって安濃津県（後の三重県）ができ、その一部となった。

### 近代以降の沿革
- 1888年（明治21年） - 四日市市に関西鉄道が設立。木曽三川の橋の建設が開始。
- 1894年（明治27年）7月5日 - 関西鉄道の四日市⇔桑名仮停車場間が開通。東海道本線の草津駅までが繋がる。
- 1895年（明治28年）5月24日 - 関西鉄道の桑名仮停車場⇔桑名間が延伸。名古屋⇔前ヶ須（弥富）間が開通。
- 1895年（明治28年）11月7日 - 関西鉄道の桑名⇔前ケ須（弥富）間が開通。初めて愛知県へ陸上移動することが可能となった。
- 1929年（昭和4年）1月30日 - 伊勢電気鉄道（現在の近畿日本鉄道）により四日市⇔桑名間が開通。
- 1933年（昭和8年）11月8日 - 現在の桑名市長島町⇔愛知県弥富市との間の木曽川に尾張大橋が開通し、供用を開始。
- 1934年（昭和9年） - 現在の桑名市長島町⇔桑名市中心部との間の長良川と揖斐川に伊勢大橋が開通し供用を開始。これにより徒歩や自動車によって愛知県へ陸上移動することが可能となった。
- 1938年（昭和13年）6月26日 - 関西急行電鉄（現在の近鉄）により桑名⇔名古屋間が開通。
- 1945年（昭和20年）1月31日、3月11日、5月17日、7月17日、7月24日 - 桑名空襲があり、アメリカ軍のB-29による爆撃を受け、市街地の約90%を焼失。
- 1959年（昭和34年）9月26日 - 伊勢湾台風により、多くの人命や家屋が失われ甚大な被害が発生。長島町はほぼ全町が水没し多くの犠牲者を出す。
- 1963年（昭和38年） - 長島町で大谷天然瓦斯が天然ガスの探査中に温泉が湧出したため、長島温泉が出来ることとなった。
- 2011年（平成23年） - 同市発注の公共工事をめぐり、同市職員数人が競売入札妨害罪で逮捕。また、これを契機に、水谷市長に対するリコール請求が始まり、同年12月には市長の月給を半減させる条例案が可決。

### 行政区域の変遷
- 1889年（明治22年）4月1日 - 町村制の施行により、桑名郡桑名城下（桑名三之丸・桑名吉之丸・桑名内堀・桑名元赤須賀・桑名伊賀町・桑名外堀・桑名八幡町・桑名柳原・桑名新屋敷・桑名一色町・桑名矢田川原・桑名新地・桑名船馬町・桑名本町・桑名舟町・桑名小網町・桑名宝殿町・桑名清水町・桑名宮町・桑名風呂町・桑名川口町・桑名江戸町・桑名片町・桑名京町・桑名宮通・桑名職人町・桑名油町・桑名田町・桑名北魚町・桑名三崎通・桑名南魚町・桑名殿町・桑名吉津屋町・桑名鍛冶町・桑名紺屋町・桑名入江町・桑名葭町・桑名新町・桑名萱町・桑名伝馬町・桑名鍋屋町・桑名矢田町・桑名福江町・桑名太一丸・桑名今一色大北町・桑名今一色北町・桑名今一色中町・桑名今一色片町・桑名今一色寺町・桑名堤原・桑名住吉町・桑名相生町）および江場村・大福村・本願寺村・矢田村・桑名村の各一部の区域をもって桑名町が発足。
- 1923年（大正12年）4月1日 - 桑名郡赤須賀村を編入。
- 1933年（昭和8年）3月20日 - 桑名郡益生村を編入。
- 1937年（昭和12年）
  - 3月20日 - 桑名郡西桑名町を編入。
  - 4月1日 - 市制施行して桑名市となる。
- 1951年（昭和26年）3月2日 - 桑名郡桑部村・在良村・員弁郡七和村を編入。
- 1955年（昭和30年）2月1日 - 桑名郡深谷村および員弁郡久米村の一部（大字坂井・赤尾・友村・島田・志知[注 2]）を編入。
- 1956年（昭和31年）9月1日 - 桑名郡城南村を編入。
- 2004年（平成16年）12月6日 - 桑名郡多度町・長島町と合併し、改めて桑名市が発足。

| 所 属 郡 | 明治以前   | 明治以前   | 明治初年 - 明治22年  | 明治22年 4月1日 町村制施行 | 明治22年 - 昭和9年               | 昭和10年 - 昭和19年          | 昭和10年 - 昭和19年        | 昭和20年 - 昭和29年          | 昭和30年 - 昭和64年          | 平成元年 - 現在        | 現在   |
| -------- | ---------- | ---------- | -------------------- | -------------------------- | -------------------------------- | ---------------------------- | -------------------------- | ---------------------------- | ---------------------------- | ---------------------- | ------ |
| 桑 名 郡 | 東野村     | 東野村     | 東野村               | 城南村                     | 城南村                           | 城南村                       | 城南村                     | 城南村                       | 昭和31年9月1日 桑名市に編入  | 平成16年12月6日 桑名市 | 桑名市 |
| 桑 名 郡 | 小貝須村   | 小貝須村   | 小貝須村             | 城南村                     | 城南村                           | 城南村                       | 城南村                     | 城南村                       | 昭和31年9月1日 桑名市に編入  | 平成16年12月6日 桑名市 | 桑名市 |
| 桑 名 郡 | 大貝須新田 | 大貝須新田 | 大貝須新田           | 城南村                     | 城南村                           | 城南村                       | 城南村                     | 城南村                       | 昭和31年9月1日 桑名市に編入  | 平成16年12月6日 桑名市 | 桑名市 |
| 桑 名 郡 | 福地新田   | 福地新田   | 明治初年 福地新田    | 城南村                     | 城南村                           | 城南村                       | 城南村                     | 城南村                       | 昭和31年9月1日 桑名市に編入  | 平成16年12月6日 桑名市 | 桑名市 |
| 桑 名 郡 | 福岡新田   |            | 明治初年 福地新田    | 城南村                     | 城南村                           | 城南村                       | 城南村                     | 城南村                       | 昭和31年9月1日 桑名市に編入  | 平成16年12月6日 桑名市 | 桑名市 |
| 桑 名 郡 | 末広新田   |            | 明治初年 福地新田    | 城南村                     | 城南村                           | 城南村                       | 城南村                     | 城南村                       | 昭和31年9月1日 桑名市に編入  | 平成16年12月6日 桑名市 | 桑名市 |
| 桑 名 郡 | 一之新田   |            | 明治初年 福地新田    | 城南村                     | 城南村                           | 城南村                       | 城南村                     | 城南村                       | 昭和31年9月1日 桑名市に編入  | 平成16年12月6日 桑名市 | 桑名市 |
| 桑 名 郡 | 大平新田   |            | 明治初年 福地新田    | 城南村                     | 城南村                           | 城南村                       | 城南村                     | 城南村                       | 昭和31年9月1日 桑名市に編入  | 平成16年12月6日 桑名市 | 桑名市 |
| 桑 名 郡 | 福本新田   |            | 明治初年 福地新田    | 城南村                     | 城南村                           | 城南村                       | 城南村                     | 城南村                       | 昭和31年9月1日 桑名市に編入  | 平成16年12月6日 桑名市 | 桑名市 |
| 桑 名 郡 | 萱町新田   | 萱町新田   | 萱町新田             | 城南村                     | 城南村                           | 城南村                       | 城南村                     | 城南村                       | 昭和31年9月1日 桑名市に編入  | 平成16年12月6日 桑名市 | 桑名市 |
| 桑 名 郡 | 福江新田   | 福江新田   | 福江新田             | 城南村                     | 城南村                           | 城南村                       | 城南村                     | 城南村                       | 昭和31年9月1日 桑名市に編入  | 平成16年12月6日 桑名市 | 桑名市 |
| 桑 名 郡 | 小泉新田   | 小泉新田   | 小泉新田             | 城南村                     | 城南村                           | 城南村                       | 城南村                     | 城南村                       | 昭和31年9月1日 桑名市に編入  | 平成16年12月6日 桑名市 | 桑名市 |
| 桑 名 郡 | 和泉村     | 和泉村     | 和泉村               | 城南村                     | 城南村                           | 城南村                       | 城南村                     | 城南村                       | 昭和31年9月1日 桑名市に編入  | 平成16年12月6日 桑名市 | 桑名市 |
| 桑 名 郡 | 安永村     | 安永村     | 安永村               | 城南村                     | 城南村                           | 城南村                       | 城南村                     | 城南村                       | 昭和31年9月1日 桑名市に編入  | 平成16年12月6日 桑名市 | 桑名市 |
| 桑 名 郡 | 赤須賀新田 | 大部分     | 赤須賀新田           | 城南村                     | 城南村                           | 城南村                       | 城南村                     | 城南村                       | 昭和31年9月1日 桑名市に編入  | 平成16年12月6日 桑名市 | 桑名市 |
| 桑 名 郡 | 赤須賀新田 | 一部       | 赤須賀新田           | 赤須賀村                   | 大正12年4月1日 桑名町に編入      | 桑名町                       | 昭和12年4月1日 市制 桑名市 | 桑名市                       | 桑名市                       | 平成16年12月6日 桑名市 | 桑名市 |
| 桑 名 郡 | 猟師町     | 猟師町     | 猟師町               | 赤須賀村                   | 大正12年4月1日 桑名町に編入      | 桑名町                       | 昭和12年4月1日 市制 桑名市 | 桑名市                       | 桑名市                       | 平成16年12月6日 桑名市 | 桑名市 |
| 桑 名 郡 | 江場村     | 一部       | 江場村               | 桑名町                     | 桑名町                           | 桑名町                       | 昭和12年4月1日 市制 桑名市 | 桑名市                       | 桑名市                       | 平成16年12月6日 桑名市 | 桑名市 |
| 桑 名 郡 | 江場村     | 大部分     | 江場村               | 益生村                     | 昭和8年3月20日 桑名町に編入      | 桑名町                       | 昭和12年4月1日 市制 桑名市 | 桑名市                       | 桑名市                       | 平成16年12月6日 桑名市 | 桑名市 |
| 桑 名 郡 | 上野村     | 上野村     | 上野村               | 益生村                     | 昭和8年3月20日 桑名町に編入      | 桑名町                       | 昭和12年4月1日 市制 桑名市 | 桑名市                       | 桑名市                       | 平成16年12月6日 桑名市 | 桑名市 |
| 桑 名 郡 | 繁松新田   | 繁松新田   | 繁松新田             | 益生村                     | 昭和8年3月20日 桑名町に編入      | 桑名町                       | 昭和12年4月1日 市制 桑名市 | 桑名市                       | 桑名市                       | 平成16年12月6日 桑名市 | 桑名市 |
| 桑 名 郡 | 矢田村     | 大部分     | 矢田村               | 益生村                     | 昭和8年3月20日 桑名町に編入      | 桑名町                       | 昭和12年4月1日 市制 桑名市 | 桑名市                       | 桑名市                       | 平成16年12月6日 桑名市 | 桑名市 |
| 桑 名 郡 | 矢田村     | 一部       | 矢田村               | 桑名町                     | 桑名町                           | 桑名町                       | 昭和12年4月1日 市制 桑名市 | 桑名市                       | 桑名市                       | 平成16年12月6日 桑名市 | 桑名市 |
| 桑 名 郡 | 矢田村     | 一部       | 矢田村               | 大山田村                   | 昭和4年2月11日 町制改称 西桑名町 | 昭和12年3月20日 桑名町に編入 | 昭和12年4月1日 市制 桑名市 | 桑名市                       | 桑名市                       | 平成16年12月6日 桑名市 | 桑名市 |
| 桑 名 郡 | 本願寺村   | 一部       | 本願寺村             | 大山田村                   | 昭和4年2月11日 町制改称 西桑名町 | 昭和12年3月20日 桑名町に編入 | 昭和12年4月1日 市制 桑名市 | 桑名市                       | 桑名市                       | 平成16年12月6日 桑名市 | 桑名市 |
| 桑 名 郡 | 本願寺村   | 一部       | 本願寺村             | 桑名町                     | 桑名町                           | 桑名町                       | 昭和12年4月1日 市制 桑名市 | 桑名市                       | 桑名市                       | 平成16年12月6日 桑名市 | 桑名市 |
| 桑 名 郡 | 本願寺村   | 大部分     | 本願寺村             | 益生村                     | 昭和8年3月20日 桑名町に編入      | 桑名町                       | 昭和12年4月1日 市制 桑名市 | 桑名市                       | 桑名市                       | 平成16年12月6日 桑名市 | 桑名市 |
| 桑 名 郡 | 大福村     | 大部分     | 大福村               | 益生村                     | 昭和8年3月20日 桑名町に編入      | 桑名町                       | 昭和12年4月1日 市制 桑名市 | 桑名市                       | 桑名市                       | 平成16年12月6日 桑名市 | 桑名市 |
| 桑 名 郡 | 大福村     | 一部       | 大福村               | 桑名町                     | 桑名町                           | 桑名町                       | 昭和12年4月1日 市制 桑名市 | 桑名市                       | 桑名市                       | 平成16年12月6日 桑名市 | 桑名市 |
| 桑 名 郡 | 桑名城下   | 一部       | 桑名城下             | 桑名町                     | 桑名町                           | 桑名町                       | 昭和12年4月1日 市制 桑名市 | 桑名市                       | 桑名市                       | 平成16年12月6日 桑名市 | 桑名市 |
| 桑 名 郡 | 桑名城下   | 一部       | 明治8年 分立 桑名村  | 桑名町                     | 桑名町                           | 桑名町                       | 昭和12年4月1日 市制 桑名市 | 桑名市                       | 桑名市                       | 平成16年12月6日 桑名市 | 桑名市 |
| 桑 名 郡 | 桑名城下   | 一部       | 明治8年 分立 桑名村  | 大山田村                   | 昭和4年2月11日 町制改称 西桑名町 | 昭和12年3月20日 桑名町に編入 | 昭和12年4月1日 市制 桑名市 | 桑名市                       | 桑名市                       | 平成16年12月6日 桑名市 | 桑名市 |
| 桑 名 郡 | 太夫村     | 太夫村     | 太夫村               | 大山田村                   | 昭和4年2月11日 町制改称 西桑名町 | 昭和12年3月20日 桑名町に編入 | 昭和12年4月1日 市制 桑名市 | 桑名市                       | 桑名市                       | 平成16年12月6日 桑名市 | 桑名市 |
| 桑 名 郡 | 西方村     | 西方村     | 西方村               | 大山田村                   | 昭和4年2月11日 町制改称 西桑名町 | 昭和12年3月20日 桑名町に編入 | 昭和12年4月1日 市制 桑名市 | 桑名市                       | 桑名市                       | 平成16年12月6日 桑名市 | 桑名市 |
| 桑 名 郡 | 東方村     |            | 東方村               | 大山田村                   | 昭和4年2月11日 町制改称 西桑名町 | 昭和12年3月20日 桑名町に編入 | 昭和12年4月1日 市制 桑名市 | 桑名市                       | 桑名市                       | 平成16年12月6日 桑名市 | 桑名市 |
| 桑 名 郡 | 東方村     | 一部       | 明治初年 起立 尾野山 | 大山田村                   | 昭和4年2月11日 町制改称 西桑名町 | 昭和12年3月20日 桑名町に編入 | 昭和12年4月1日 市制 桑名市 | 桑名市                       | 桑名市                       | 平成16年12月6日 桑名市 | 桑名市 |
| 桑 名 郡 | 北別所村   | 北別所村   | 北別所村             | 大山田村                   | 昭和4年2月11日 町制改称 西桑名町 | 昭和12年3月20日 桑名町に編入 | 昭和12年4月1日 市制 桑名市 | 桑名市                       | 桑名市                       | 平成16年12月6日 桑名市 | 桑名市 |
| 桑 名 郡 | 福島村     | 福島村     | 福島村               | 大山田村                   | 昭和4年2月11日 町制改称 西桑名町 | 昭和12年3月20日 桑名町に編入 | 昭和12年4月1日 市制 桑名市 | 桑名市                       | 桑名市                       | 平成16年12月6日 桑名市 | 桑名市 |
| 桑 名 郡 | 上之輪新田 | 上之輪新田 | 上之輪新田           | 大山田村                   | 昭和4年2月11日 町制改称 西桑名町 | 昭和12年3月20日 桑名町に編入 | 昭和12年4月1日 市制 桑名市 | 桑名市                       | 桑名市                       | 平成16年12月6日 桑名市 | 桑名市 |
| 桑 名 郡 | 播磨村     | 播磨村     | 播磨村               | 大山田村                   | 昭和4年2月11日 町制改称 西桑名町 | 昭和12年3月20日 桑名町に編入 | 昭和12年4月1日 市制 桑名市 | 桑名市                       | 桑名市                       | 平成16年12月6日 桑名市 | 桑名市 |
| 桑 名 郡 | 東汰上村   | 東汰上村   | 東汰上村             | 大山田村                   | 昭和4年2月11日 町制改称 西桑名町 | 昭和12年3月20日 桑名町に編入 | 昭和12年4月1日 市制 桑名市 | 桑名市                       | 桑名市                       | 平成16年12月6日 桑名市 | 桑名市 |
| 桑 名 郡 | 西汰上村   | 西汰上村   | 西汰上村             | 大山田村                   | 昭和4年2月11日 町制改称 西桑名町 | 昭和12年3月20日 桑名町に編入 | 昭和12年4月1日 市制 桑名市 | 桑名市                       | 桑名市                       | 平成16年12月6日 桑名市 | 桑名市 |
| 桑 名 郡 | 蠣塚新田   | 蠣塚新田   | 蠣塚新田             | 大山田村                   | 昭和4年2月11日 町制改称 西桑名町 | 昭和12年3月20日 桑名町に編入 | 昭和12年4月1日 市制 桑名市 | 桑名市                       | 桑名市                       | 平成16年12月6日 桑名市 | 桑名市 |
| 桑 名 郡 | 能部村     | 能部村     | 能部村               | 桑部村                     | 桑部村                           | 桑部村                       | 桑部村                     | 昭和26年3月2日 桑名市に編入  | 桑名市                       | 平成16年12月6日 桑名市 | 桑名市 |
| 桑 名 郡 | 桑部村     | 桑部村     | 桑部村               | 桑部村                     | 桑部村                           | 桑部村                       | 桑部村                     | 昭和26年3月2日 桑名市に編入  | 桑名市                       | 平成16年12月6日 桑名市 | 桑名市 |
| 桑 名 郡 | 西金井村   | 西金井村   | 西金井村             | 桑部村                     | 桑部村                           | 桑部村                       | 桑部村                     | 昭和26年3月2日 桑名市に編入  | 桑名市                       | 平成16年12月6日 桑名市 | 桑名市 |
| 桑 名 郡 | 東金井村   | 東金井村   | 明治8年 東金井村     | 桑部村                     | 桑部村                           | 桑部村                       | 桑部村                     | 昭和26年3月2日 桑名市に編入  | 桑名市                       | 平成16年12月6日 桑名市 | 桑名市 |
| 桑 名 郡 | 野田村     |            | 明治8年 東金井村     | 桑部村                     | 桑部村                           | 桑部村                       | 桑部村                     | 昭和26年3月2日 桑名市に編入  | 桑名市                       | 平成16年12月6日 桑名市 | 桑名市 |
| 桑 名 郡 | 西別所村   | 西別所村   | 西別所村             | 在良村                     | 在良村                           | 在良村                       | 在良村                     | 昭和26年3月2日 桑名市に編入  | 桑名市                       | 平成16年12月6日 桑名市 | 桑名市 |
| 桑 名 郡 | 額田村     | 額田村     | 額田村               | 在良村                     | 在良村                           | 在良村                       | 在良村                     | 昭和26年3月2日 桑名市に編入  | 桑名市                       | 平成16年12月6日 桑名市 | 桑名市 |
| 桑 名 郡 | 蓮花寺村   | 蓮花寺村   | 蓮花寺村             | 在良村                     | 在良村                           | 在良村                       | 在良村                     | 昭和26年3月2日 桑名市に編入  | 桑名市                       | 平成16年12月6日 桑名市 | 桑名市 |
| 桑 名 郡 | 増田村     | 増田村     | 増田村               | 在良村                     | 在良村                           | 在良村                       | 在良村                     | 昭和26年3月2日 桑名市に編入  | 桑名市                       | 平成16年12月6日 桑名市 | 桑名市 |
| 桑 名 郡 | 稗田村     | 稗田村     | 稗田村               | 在良村                     | 在良村                           | 在良村                       | 在良村                     | 昭和26年3月2日 桑名市に編入  | 桑名市                       | 平成16年12月6日 桑名市 | 桑名市 |
| 員 弁 郡 | 芳ヶ崎村   | 芳ヶ崎村   | 芳ヶ崎村             | 七和村                     | 七和村                           | 七和村                       | 七和村                     | 昭和26年3月2日 桑名市に編入  | 桑名市                       | 平成16年12月6日 桑名市 | 桑名市 |
| 員 弁 郡 | 森忠村     | 森忠村     | 森忠村               | 七和村                     | 七和村                           | 七和村                       | 七和村                     | 昭和26年3月2日 桑名市に編入  | 桑名市                       | 平成16年12月6日 桑名市 | 桑名市 |
| 員 弁 郡 | 星川村     | 星川村     | 星川村               | 七和村                     | 七和村                           | 七和村                       | 七和村                     | 昭和26年3月2日 桑名市に編入  | 桑名市                       | 平成16年12月6日 桑名市 | 桑名市 |
| 員 弁 郡 | 巌新田     | 巌新田     | 巌新田               | 七和村                     | 七和村                           | 七和村                       | 七和村                     | 昭和26年3月2日 桑名市に編入  | 桑名市                       | 平成16年12月6日 桑名市 | 桑名市 |
| 員 弁 郡 | 嘉例川村   | 嘉例川村   | 嘉例川村             | 七和村                     | 七和村                           | 七和村                       | 七和村                     | 昭和26年3月2日 桑名市に編入  | 桑名市                       | 平成16年12月6日 桑名市 | 桑名市 |
| 員 弁 郡 | 五反田村   | 五反田村   | 五反田村             | 七和村                     | 七和村                           | 七和村                       | 七和村                     | 昭和26年3月2日 桑名市に編入  | 桑名市                       | 平成16年12月6日 桑名市 | 桑名市 |
| 員 弁 郡 | 大仲新田   | 大仲新田   | 大仲新田             | 七和村                     | 七和村                           | 七和村                       | 七和村                     | 昭和26年3月2日 桑名市に編入  | 桑名市                       | 平成16年12月6日 桑名市 | 桑名市 |
| 員 弁 郡 | 坂井村     | 坂井村     | 坂井村               | 久米村 の一部              | 久米村の一部                     | 久米村の一部                 | 久米村の一部               | 久米村の一部                 | 昭和30年2月1日 桑名市に編入  | 平成16年12月6日 桑名市 | 桑名市 |
| 員 弁 郡 | 友村       | 友村       | 友村                 | 久米村 の一部              | 久米村の一部                     | 久米村の一部                 | 久米村の一部               | 久米村の一部                 | 昭和30年2月1日 桑名市に編入  | 平成16年12月6日 桑名市 | 桑名市 |
| 員 弁 郡 | 赤尾村     | 赤尾村     | 赤尾村               | 久米村 の一部              | 久米村の一部                     | 久米村の一部                 | 久米村の一部               | 久米村の一部                 | 昭和30年2月1日 桑名市に編入  | 平成16年12月6日 桑名市 | 桑名市 |
| 員 弁 郡 | 島田村     | 島田村     | 島田村               | 久米村 の一部              | 久米村の一部                     | 久米村の一部                 | 久米村の一部               | 久米村の一部                 | 昭和30年2月1日 桑名市に編入  | 平成16年12月6日 桑名市 | 桑名市 |
| 員 弁 郡 | 志知村     | 志知村     | 志知村               | 久米村 の一部              | 久米村の一部                     | 久米村の一部                 | 久米村の一部               | 久米村の一部                 | 昭和30年2月1日 桑名市に編入  | 平成16年12月6日 桑名市 | 桑名市 |
| 桑 名 郡 | 上深谷部村 | 上深谷部村 | 上深谷部村           | 深谷村                     | 深谷村                           | 深谷村                       | 深谷村                     | 深谷村                       | 昭和30年2月1日 桑名市に編入  | 平成16年12月6日 桑名市 | 桑名市 |
| 桑 名 郡 | 下深谷部村 | 下深谷部村 | 下深谷部村           | 深谷村                     | 深谷村                           | 深谷村                       | 深谷村                     | 深谷村                       | 昭和30年2月1日 桑名市に編入  | 平成16年12月6日 桑名市 | 桑名市 |
| 桑 名 郡 | 今島村     | 今島村     | 今島村               | 深谷村                     | 深谷村                           | 深谷村                       | 深谷村                     | 深谷村                       | 昭和30年2月1日 桑名市に編入  | 平成16年12月6日 桑名市 | 桑名市 |
| 桑 名 郡 | 上肱江村   | 上肱江村   | 明治8年 肱江村       | 多度村                     | 多度村                           | 多度村                       | 多度村                     | 昭和29年8月1日 町制 多度町   | 昭和30年1月8日 多度町        | 平成16年12月6日 桑名市 | 桑名市 |
| 桑 名 郡 | 下肱江村   |            | 明治8年 肱江村       | 多度村                     | 多度村                           | 多度村                       | 多度村                     | 昭和29年8月1日 町制 多度町   | 昭和30年1月8日 多度町        | 平成16年12月6日 桑名市 | 桑名市 |
| 桑 名 郡 | 小山村     | 小山村     | 小山村               | 多度村                     | 多度村                           | 多度村                       | 多度村                     | 昭和29年8月1日 町制 多度町   | 昭和30年1月8日 多度町        | 平成16年12月6日 桑名市 | 桑名市 |
| 桑 名 郡 | 戸津村     | 戸津村     | 戸津村               | 多度村                     | 多度村                           | 多度村                       | 多度村                     | 昭和29年8月1日 町制 多度町   | 昭和30年1月8日 多度町        | 平成16年12月6日 桑名市 | 桑名市 |
| 桑 名 郡 | 多度村     | 多度村     | 多度村               | 多度村                     | 多度村                           | 多度村                       | 多度村                     | 昭和29年8月1日 町制 多度町   | 昭和30年1月8日 多度町        | 平成16年12月6日 桑名市 | 桑名市 |
| 桑 名 郡 | 柚井村     | 柚井村     | 柚井村               | 多度村                     | 多度村                           | 多度村                       | 多度村                     | 昭和29年8月1日 町制 多度町   | 昭和30年1月8日 多度町        | 平成16年12月6日 桑名市 | 桑名市 |
| 桑 名 郡 | 中須村     | 中須村     | 中須村               | 野代村                     | 野代村                           | 野代村                       | 野代村                     | 野代村                       | 昭和30年1月8日 多度町        | 平成16年12月6日 桑名市 | 桑名市 |
| 桑 名 郡 | 南之郷村   | 南之郷村   | 南之郷村             | 野代村                     | 野代村                           | 野代村                       | 野代村                     | 野代村                       | 昭和30年1月8日 多度町        | 平成16年12月6日 桑名市 | 桑名市 |
| 桑 名 郡 | 大鳥居村   | 大鳥居村   | 明治8年8月 大鳥居村  | 野代村                     | 野代村                           | 野代村                       | 野代村                     | 野代村                       | 昭和30年1月8日 多度町        | 平成16年12月6日 桑名市 | 桑名市 |
| 桑 名 郡 | 庄九郎新田 |            | 明治8年8月 大鳥居村  | 野代村                     | 野代村                           | 野代村                       | 野代村                     | 野代村                       | 昭和30年1月8日 多度町        | 平成16年12月6日 桑名市 | 桑名市 |
| 桑 名 郡 | 下野代村   | 下野代村   | 下野代村             | 野代村                     | 野代村                           | 野代村                       | 野代村                     | 野代村                       | 昭和30年1月8日 多度町        | 平成16年12月6日 桑名市 | 桑名市 |
| 桑 名 郡 | 力尾村     | 力尾村     | 力尾村               | 古浜村                     | 古浜村                           | 古浜村                       | 古浜村                     | 古浜村                       | 昭和30年1月8日 多度町        | 平成16年12月6日 桑名市 | 桑名市 |
| 桑 名 郡 | 猪飼村     | 猪飼村     | 猪飼村               | 古浜村                     | 古浜村                           | 古浜村                       | 古浜村                     | 古浜村                       | 昭和30年1月8日 多度町        | 平成16年12月6日 桑名市 | 桑名市 |
| 桑 名 郡 | 北猪飼村   | 北猪飼村   | 北猪飼村             | 古浜村                     | 古浜村                           | 古浜村                       | 古浜村                     | 古浜村                       | 昭和30年1月8日 多度町        | 平成16年12月6日 桑名市 | 桑名市 |
| 桑 名 郡 | 御衣野村   | 御衣野村   | 御衣野村             | 古浜村                     | 古浜村                           | 古浜村                       | 古浜村                     | 古浜村                       | 昭和30年1月8日 多度町        | 平成16年12月6日 桑名市 | 桑名市 |
| 桑 名 郡 | 古野村     | 古野村     | 古野村               | 古美村                     | 古美村                           | 古美村                       | 古美村                     | 古美村                       | 昭和30年1月8日 多度町        | 平成16年12月6日 桑名市 | 桑名市 |
| 桑 名 郡 | 美鹿村     | 美鹿村     | 美鹿村               | 古美村                     | 古美村                           | 古美村                       | 古美村                     | 古美村                       | 昭和30年1月8日 多度町        | 平成16年12月6日 桑名市 | 桑名市 |
| 桑 名 郡 | 香取村     | 香取村     | 香取村               | 七取村                     | 七取村                           | 七取村                       | 七取村                     | 七取村                       | 昭和30年1月8日 多度町        | 平成16年12月6日 桑名市 | 桑名市 |
| 桑 名 郡 | 福永村     | 福永村     | 福永村               | 七取村                     | 七取村                           | 七取村                       | 七取村                     | 七取村                       | 昭和30年1月8日 多度町        | 平成16年12月6日 桑名市 | 桑名市 |
| 桑 名 郡 | 西平賀村   | 西平賀村   | 西平賀村             | 七取村                     | 七取村                           | 七取村                       | 七取村                     | 七取村                       | 昭和30年1月8日 多度町        | 平成16年12月6日 桑名市 | 桑名市 |
| 桑 名 郡 | 上之郷村   | 上之郷村   | 上之郷村             | 七取村                     | 七取村                           | 七取村                       | 七取村                     | 七取村                       | 昭和30年1月8日 多度町        | 平成16年12月6日 桑名市 | 桑名市 |
| 桑 名 郡 | 東平賀村   | 東平賀村   | 東平賀村             | 七取村                     | 七取村                           | 七取村                       | 七取村                     | 七取村                       | 昭和30年1月8日 多度町        | 平成16年12月6日 桑名市 | 桑名市 |
| 桑 名 郡 | 古敷村     | 古敷村     | 古敷村               | 七取村                     | 七取村                           | 七取村                       | 七取村                     | 七取村                       | 昭和30年1月8日 多度町        | 平成16年12月6日 桑名市 | 桑名市 |
| 桑 名 郡 | 西平賀新田 | 西平賀新田 | 西平賀新田           | 七取村                     | 七取村                           | 七取村                       | 七取村                     | 七取村                       | 昭和30年1月8日 多度町        | 平成16年12月6日 桑名市 | 桑名市 |
| 桑 名 郡 | 長島城下   | 長島城下   | 明治初年 改称 長島村 | 長島村                     | 長島村                           | 長島村                       | 長島村                     | 昭和29年10月23日 町制 長島町 | 昭和30年4月1日 長島町        | 平成16年12月6日 桑名市 | 桑名市 |
| 桑 名 郡 | 又木村     | 又木村     | 又木村               | 長島村                     | 長島村                           | 長島村                       | 長島村                     | 昭和29年10月23日 町制 長島町 | 昭和30年4月1日 長島町        | 平成16年12月6日 桑名市 | 桑名市 |
| 桑 名 郡 | 殿名村     | 殿名村     | 殿名村               | 長島村                     | 長島村                           | 長島村                       | 長島村                     | 昭和29年10月23日 町制 長島町 | 昭和30年4月1日 長島町        | 平成16年12月6日 桑名市 | 桑名市 |
| 桑 名 郡 | 東殿名     | 東殿名     | 東殿名               | 長島村                     | 長島村                           | 長島村                       | 長島村                     | 昭和29年10月23日 町制 長島町 | 昭和30年4月1日 長島町        | 平成16年12月6日 桑名市 | 桑名市 |
| 桑 名 郡 | 出口村     | 出口村     | 出口村               | 長島村                     | 長島村                           | 長島村                       | 長島村                     | 昭和29年10月23日 町制 長島町 | 昭和30年4月1日 長島町        | 平成16年12月6日 桑名市 | 桑名市 |
| 桑 名 郡 | 源部外面   | 源部外面   | 源部外面             | 長島村                     | 長島村                           | 長島村                       | 長島村                     | 昭和29年10月23日 町制 長島町 | 昭和30年4月1日 長島町        | 平成16年12月6日 桑名市 | 桑名市 |
| 桑 名 郡 | 高座村     | 高座村     | 高座村               | 長島村                     | 長島村                           | 長島村                       | 長島村                     | 昭和29年10月23日 町制 長島町 | 昭和30年4月1日 長島町        | 平成16年12月6日 桑名市 | 桑名市 |
| 桑 名 郡 | 間々村     | 間々村     | 間々村               | 長島村                     | 長島村                           | 長島村                       | 長島村                     | 昭和29年10月23日 町制 長島町 | 昭和30年4月1日 長島町        | 平成16年12月6日 桑名市 | 桑名市 |
| 桑 名 郡 | 松ヶ島村   | 松ヶ島村   | 松ヶ島村             | 長島村                     | 長島村                           | 長島村                       | 長島村                     | 昭和29年10月23日 町制 長島町 | 昭和30年4月1日 長島町        | 平成16年12月6日 桑名市 | 桑名市 |
| 桑 名 郡 | 十日外面   | 十日外面   | 十日外面             | 長島村                     | 長島村                           | 長島村                       | 長島村                     | 昭和29年10月23日 町制 長島町 | 昭和30年4月1日 長島町        | 平成16年12月6日 桑名市 | 桑名市 |
| 桑 名 郡 | 駒江村     | 駒江村     | 駒江村               | 長島村                     | 長島村                           | 長島村                       | 長島村                     | 昭和29年10月23日 町制 長島町 | 昭和30年4月1日 長島町        | 平成16年12月6日 桑名市 | 桑名市 |
| 桑 名 郡 | 大島村     | 大島村     | 大島村               | 長島村                     | 長島村                           | 長島村                       | 長島村                     | 昭和29年10月23日 町制 長島町 | 昭和30年4月1日 長島町        | 平成16年12月6日 桑名市 | 桑名市 |
| 桑 名 郡 | 藤九郎外面 | 藤九郎外面 | 藤九郎外面           | 長島村                     | 長島村                           | 長島村                       | 長島村                     | 昭和29年10月23日 町制 長島町 | 昭和30年4月1日 長島町        | 平成16年12月6日 桑名市 | 桑名市 |
| 桑 名 郡 | 前山外面   | 前山外面   | 前山外面             | 長島村                     | 長島村                           | 長島村                       | 長島村                     | 昭和29年10月23日 町制 長島町 | 昭和30年4月1日 長島町        | 平成16年12月6日 桑名市 | 桑名市 |
| 桑 名 郡 | 遠浅付外面 | 遠浅付外面 | 遠浅付外面           | 長島村                     | 長島村                           | 長島村                       | 長島村                     | 昭和29年10月23日 町制 長島町 | 昭和30年4月1日 長島町        | 平成16年12月6日 桑名市 | 桑名市 |
| 桑 名 郡 | 西外面村   | 西外面村   | 西外面村             | 長島村                     | 長島村                           | 長島村                       | 長島村                     | 昭和29年10月23日 町制 長島町 | 昭和30年4月1日 長島町        | 平成16年12月6日 桑名市 | 桑名市 |
| 桑 名 郡 | 西川村     | 一部       | 西川村               | 長島村                     | 長島村                           | 長島村                       | 長島村                     | 昭和29年10月23日 町制 長島町 | 昭和30年4月1日 長島町        | 平成16年12月6日 桑名市 | 桑名市 |
| 桑 名 郡 | 西川村     | 大部分     | 西川村               | 楠村                       | 楠村                             | 楠村                         | 楠村                       | 楠村                         | 昭和30年4月1日 長島町        | 平成16年12月6日 桑名市 | 桑名市 |
| 桑 名 郡 | 千倉村     | 千倉村     | 千倉村               | 楠村                       | 楠村                             | 楠村                         | 楠村                       | 楠村                         | 昭和30年4月1日 長島町        | 平成16年12月6日 桑名市 | 桑名市 |
| 桑 名 郡 | 松之木村   | 松之木村   | 松之木村             | 楠村                       | 楠村                             | 楠村                         | 楠村                       | 楠村                         | 昭和30年4月1日 長島町        | 平成16年12月6日 桑名市 | 桑名市 |
| 桑 名 郡 | 新所村     | 新所村     | 新所村               | 楠村                       | 楠村                             | 楠村                         | 楠村                       | 楠村                         | 昭和30年4月1日 長島町        | 平成16年12月6日 桑名市 | 桑名市 |
| 桑 名 郡 | 杉江村     | 杉江村     | 杉江村               | 楠村                       | 楠村                             | 楠村                         | 楠村                       | 楠村                         | 昭和30年4月1日 長島町        | 平成16年12月6日 桑名市 | 桑名市 |
| 桑 名 郡 | 上坂手村   | 上坂手村   | 上坂手村             | 楠村                       | 楠村                             | 楠村                         | 楠村                       | 楠村                         | 昭和30年4月1日 長島町        | 平成16年12月6日 桑名市 | 桑名市 |
| 桑 名 郡 | 下坂手村   | 大部分     | 下坂手村             | 楠村                       | 楠村                             | 楠村                         | 楠村                       | 楠村                         | 昭和30年4月1日 長島町        | 平成16年12月6日 桑名市 | 桑名市 |
| 桑 名 郡 | 下坂手村   | 一部       | 下坂手村             | 長島村                     | 長島村                           | 長島村                       | 長島村                     | 昭和29年10月23日 町制 長島町 | 昭和30年4月1日 長島町        | 平成16年12月6日 桑名市 | 桑名市 |
| 桑 名 郡 | 平方村     | 大部分     | 平方村               | 長島村                     | 長島村                           | 長島村                       | 長島村                     | 昭和29年10月23日 町制 長島町 | 昭和30年4月1日 長島町        | 平成16年12月6日 桑名市 | 桑名市 |
| 桑 名 郡 | 平方村     | 一部       | 平方村               | 楠村                       | 楠村                             | 楠村                         | 楠村                       | 楠村                         | 昭和30年4月1日 長島町        | 平成16年12月6日 桑名市 | 桑名市 |
| 桑 名 郡 | 中川村     | 一部       | 中川村               | 楠村                       | 楠村                             | 楠村                         | 楠村                       | 楠村                         | 昭和30年4月1日 長島町        | 平成16年12月6日 桑名市 | 桑名市 |
| 桑 名 郡 | 中川村     | 大部分     | 中川村               | 長島村                     | 長島村                           | 長島村                       | 長島村                     | 昭和29年10月23日 町制 長島町 | 昭和30年4月1日 長島町        | 平成16年12月6日 桑名市 | 桑名市 |
| 桑 名 郡 | 小島村     | 小島村     | 小島村               | 長島村                     | 長島村                           | 長島村                       | 長島村                     | 昭和29年10月23日 町制 長島町 | 昭和30年4月1日 長島町        | 平成16年12月6日 桑名市 | 桑名市 |
| 桑 名 郡 | 篠橋新田   | 篠橋新田   | 篠橋新田             | 長島村                     | 長島村                           | 長島村                       | 長島村                     | 昭和29年10月23日 町制 長島町 | 昭和30年4月1日 長島町        | 平成16年12月6日 桑名市 | 桑名市 |
| 桑 名 郡 | 押付村     | 押付村     | 押付村               | 長島村                     | 長島村                           | 長島村                       | 長島村                     | 昭和29年10月23日 町制 長島町 | 昭和30年4月1日 長島町        | 平成16年12月6日 桑名市 | 桑名市 |
| 桑 名 郡 | 横満蔵新田 | 横満蔵新田 | 横満蔵新田           | 伊曽島村                   | 伊曽島村                         | 伊曽島村                     | 伊曽島村                   | 伊曽島村                     | 昭和31年9月30日 長島町に編入 | 平成16年12月6日 桑名市 | 桑名市 |
| 桑 名 郡 | 松蔭新田   | 松蔭新田   | 松蔭新田             | 伊曽島村                   | 伊曽島村                         | 伊曽島村                     | 伊曽島村                   | 伊曽島村                     | 昭和31年9月30日 長島町に編入 | 平成16年12月6日 桑名市 | 桑名市 |
| 桑 名 郡 | 白鶏新田   | 白鶏新田   | 白鶏新田             | 伊曽島村                   | 伊曽島村                         | 伊曽島村                     | 伊曽島村                   | 伊曽島村                     | 昭和31年9月30日 長島町に編入 | 平成16年12月6日 桑名市 | 桑名市 |
| 桑 名 郡 | 福井新田   | 福井新田   | 明治12年 福豊新田    | 伊曽島村                   | 伊曽島村                         | 伊曽島村                     | 伊曽島村                   | 伊曽島村                     | 昭和31年9月30日 長島町に編入 | 平成16年12月6日 桑名市 | 桑名市 |
| 桑 名 郡 | 豊松新田   |            | 明治12年 福豊新田    | 伊曽島村                   | 伊曽島村                         | 伊曽島村                     | 伊曽島村                   | 伊曽島村                     | 昭和31年9月30日 長島町に編入 | 平成16年12月6日 桑名市 | 桑名市 |
| 桑 名 郡 | 都羅新田   | 都羅新田   | 都羅新田             | 伊曽島村                   | 伊曽島村                         | 伊曽島村                     | 伊曽島村                   | 伊曽島村                     | 昭和31年9月30日 長島町に編入 | 平成16年12月6日 桑名市 | 桑名市 |
| 桑 名 郡 | 赤地新田   | 赤地新田   | 明治8年 赤地新田     | 伊曽島村                   | 伊曽島村                         | 伊曽島村                     | 伊曽島村                   | 伊曽島村                     | 昭和31年9月30日 長島町に編入 | 平成16年12月6日 桑名市 | 桑名市 |
| 桑 名 郡 | 六百新田   |            | 明治8年 赤地新田     | 伊曽島村                   | 伊曽島村                         | 伊曽島村                     | 伊曽島村                   | 伊曽島村                     | 昭和31年9月30日 長島町に編入 | 平成16年12月6日 桑名市 | 桑名市 |
| 桑 名 郡 | 鎌ヶ地新田 | 鎌ヶ地新田 | 鎌ヶ地新田           | 伊曽島村                   | 伊曽島村                         | 伊曽島村                     | 伊曽島村                   | 伊曽島村                     | 昭和31年9月30日 長島町に編入 | 平成16年12月6日 桑名市 | 桑名市 |
| 桑 名 郡 | 葭ヶ須新田 | 葭ヶ須新田 | 葭ヶ須新田           | 伊曽島村                   | 伊曽島村                         | 伊曽島村                     | 伊曽島村                   | 伊曽島村                     | 昭和31年9月30日 長島町に編入 | 平成16年12月6日 桑名市 | 桑名市 |
| 桑 名 郡 | 長地新田   | 長地新田   | 長地新田             | 伊曽島村                   | 伊曽島村                         | 伊曽島村                     | 伊曽島村                   | 伊曽島村                     | 昭和31年9月30日 長島町に編入 | 平成16年12月6日 桑名市 | 桑名市 |
| 桑 名 郡 | 福井附新田 | 福井附新田 | 福井附新田           | 伊曽島村                   | 伊曽島村                         | 伊曽島村                     | 伊曽島村                   | 伊曽島村                     | 昭和31年9月30日 長島町に編入 | 平成16年12月6日 桑名市 | 桑名市 |
| 桑 名 郡 | 福吉新田   | 福吉新田   | 福吉新田             | 伊曽島村                   | 伊曽島村                         | 伊曽島村                     | 伊曽島村                   | 伊曽島村                     | 昭和31年9月30日 長島町に編入 | 平成16年12月6日 桑名市 | 桑名市 |

## 都市情報

### 市章
現在の市章は、合併を機に、全国から寄せられた公募から選ばれ、2004年12月6日に制定された。市章は1本の青色のライン（帯）と2本の緑色のラインで構成される。これらのラインを円周状に配置することで、「水と緑の交流の輪」を表現している。そして、中央の余白を名産の蛤の形状で浮き上がらせ、「市の文化や歴史」を表現している。

### 市名のいわれ
地名・桑名の由来は諸説あるが、桑名開発の祖となる古代豪族・桑名首（おびと）の名前から採られたという説が有力である。なお、地名・桑名が記された最古の史料は『日本書紀』である。壬申の乱の際、672年6月26日に天武天皇が桑名郡家（くわなのこおりのみやけ）に宿泊したとの記述がある。

### 市認定キャラクター
ゆめはまちゃん
桑名商工会議所が「桑名の活性化を応援するキャラクター」として公募で決定したゆるキャラ。2011年1月28日に市長が「桑名市の活性化を応援する市のキャラクター」として認定した。本来のデザインでは、名産の蛤をイメージした桑名のロゴが入った貝殻の中から頭を出しているだけで胴体は存在しない。着ぐるみでは胴体が存在し、木曽三川をイメージした3本の白いラインが入った水色の衣装を着ている。

## 人口
| |                                        |  |
| 桑名市と全国の年齢別人口分布（2005年） | 桑名市の年齢・男女別人口分布（2005年） |  |
| ■紫色 ― 桑名市 ■緑色 ― 日本全国 | ■青色 ― 男性 ■赤色 ― 女性              |  |
| 桑名市（に相当する地域）の人口の推移 \| 1970年（昭和45年） \| 101,403人 \| \| \| 1975年（昭和50年） \| 105,583人 \| \| \| 1980年（昭和55年） \| 110,310人 \| \| \| 1985年（昭和60年） \| 119,855人 \| \| \| 1990年（平成2年） \| 124,042人 \| \| \| 1995年（平成7年） \| 129,595人 \| \| \| 2000年（平成12年） \| 134,856人 \| \| \| 2005年（平成17年） \| 138,963人 \| \| \| 2010年（平成22年） \| 140,290人 \| \| \| 2015年（平成27年） \| 140,303人 \| \| \| 2020年（令和2年） \| 138,613人 \| \| |                                        |  |
| 総務省統計局 国勢調査より |                                        |  |
| 1970年（昭和45年） | 101,403人                              |  |
| 1975年（昭和50年） | 105,583人                              |  |
| 1980年（昭和55年） | 110,310人                              |  |
| 1985年（昭和60年） | 119,855人                              |  |
| 1990年（平成2年） | 124,042人                              |  |
| 1995年（平成7年） | 129,595人                              |  |
| 2000年（平成12年） | 134,856人                              |  |
| 2005年（平成17年） | 138,963人                              |  |
| 2010年（平成22年） | 140,290人                              |  |
| 2015年（平成27年） | 140,303人                              |  |
| 2020年（令和2年） | 138,613人                              |  |

## 行政

### 市長
- 市長：伊藤徳宇（2012年12月19日就任、3期目）

歴代市長
- 2004年の新桑名市誕生に伴い、新市長就任までは、市長職務執行者として平野久克（旧長島町長）が就任した。
- 初代市長：水谷元（合併前の桑名市長も歴任）、任期は2004年12月19日 - 2012年12月18日

### 姉妹都市・提携都市
姉妹都市
- 苫前町（北海道）
1981年（昭和56年）9月 旧長島町と姉妹都市提携。明治時代に長島町から集団移住したことにちなむ。
- 行田市（埼玉県）
1998年（平成10年）11月9日 姉妹都市提携。江戸時代の三方領知替えにちなむ。
- 白河市（福島県）
1998年（平成10年）11月9日 姉妹都市提携。三方領知替えにちなむ。

その他
- 全国門前町サミット - 全国の神社仏閣を中心に発展してきた門前町を有する自治体・観光協会・商業関係者などが集まり地域活性、街作り推進のため開催する会議。

### 広報活動
- 広報誌の発行
「広報くわな」（毎月1日発行）、「広報くわなお知らせ広場」（毎月15日発行）
- 市政番組の放送（ケーブルテレビ）
「桑名市だより」
- 大型ビジョンによる放映
ドットアビジョン（桑名駅前複合施設・サンファーレ壁面（桑栄町））
- インターネットによる情報発信
ウェブサイト、メールマガジン、ツイッター

## 議会

### 市議会
- 定数：26人[12]
- 任期：2022年12月6日 - 2026年12月5日[12]
- 議長：愛敬重之
- 副議長：森下幸泰

2004年の新桑名市誕生に伴い、合併前の在任特例規定の適用により、旧市町議員が2006年11月まで残った。議員定数は、2006年11月時点で34、2014年12月から26。
※なお、衆議院議員選挙の選挙区は「三重県第3区」、三重県議会議員選挙の選挙区は「桑名市・桑名郡選挙区」（定数：4）となっている。
2016年7月、大森啓桑名市議が万引きの容疑で逮捕された。9月には懲役1年執行猶予3年の有罪判決を受け、桑名市議会は辞職勧告を決議したが、大森は辞職しなかった。2018年6月、大森啓市議が再び万引きを行い、市議会は大森に対して2度目の辞職勧告を決議した。

### 県議会
2023年三重県議会議員選挙
- 選挙区：桑名市・桑名郡選挙区
- 定数：4人
- 投票日：2023年4月9日
- 当日有権者数：117,317人
- 投票率：37.46％

| 候補者名 | 当落 | 年齢 | 党派名     | 新旧別 | 得票数   | 備考                |
| -------- | ---- | ---- | ---------- | ------ | -------- | ------------------- |
| 小島智子 | 当   | 62   | 無所属     | 現     | 13,177票 | 2025年3月31日に辞職 |
| 倉本崇弘 | 当   | 47   | 自由民主党 | 現     | 8,876票  |                     |
| 三谷哲央 | 当   | 75   | 立憲民主党 | 現     | 8,450票  |                     |
| 辻内裕也 | 当   | 43   | 自由民主党 | 新     | 8,353票  |                     |
| 野沢琢磨 | 落   | 43   | 参政党     | 新     | 2,472票  |                     |
| 田中松緑 | 落   | 55   | 無所属     | 新     | 2,010票  |                     |

## 施設

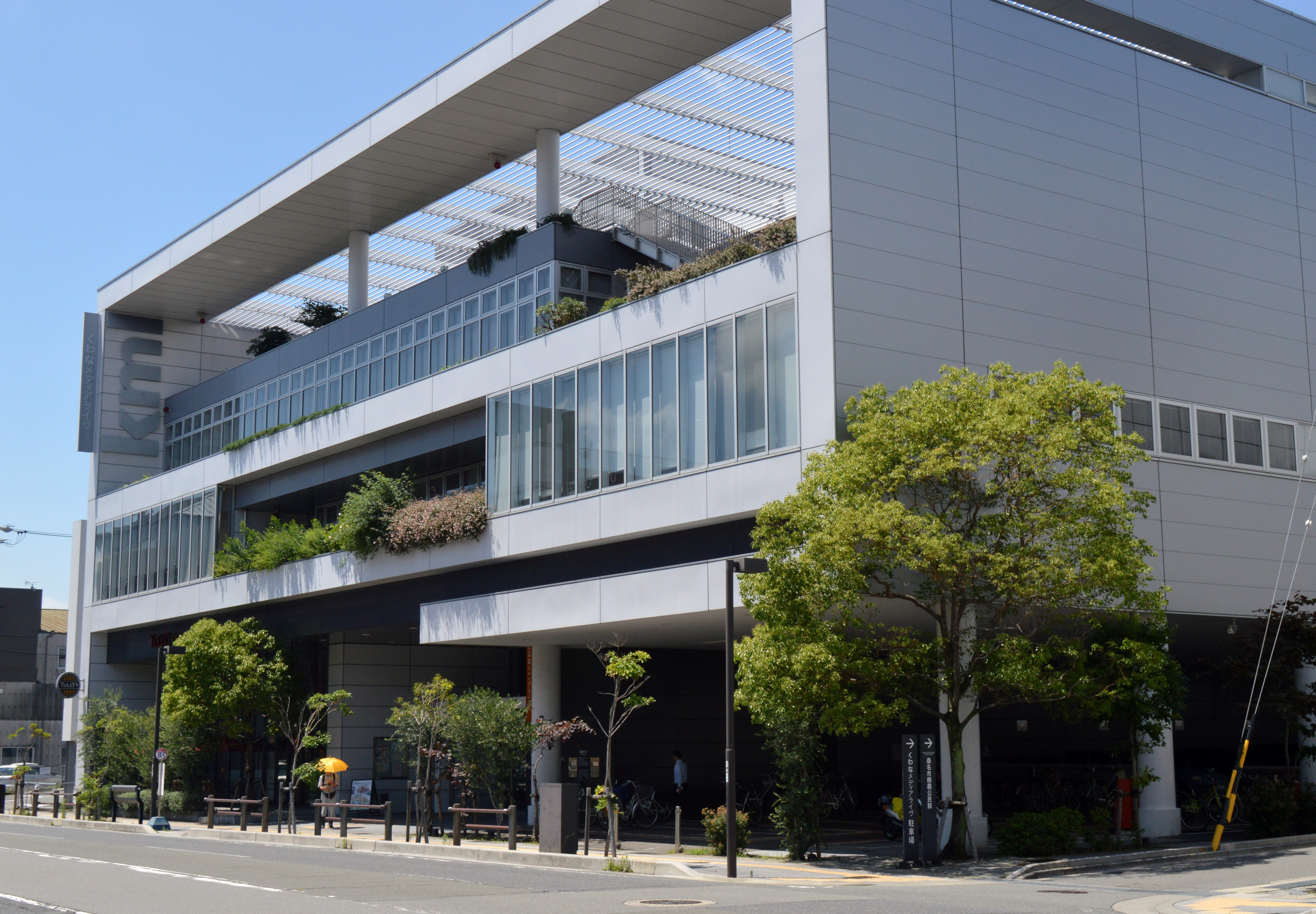
桑名市立中央図書館が入居するくわなメディアライヴ

### 役所
旧桑名市役所が市役所本庁舎に、それ以外の旧町役場が総合支所となっている。
- 桑名市役所
  - 多度町総合支所（旧多度町役場）
  - 長島町総合支所（旧長島町役場）

### 警察
- 三重県桑名警察署

交番
- 大山田（松ノ木4丁目）
- 桑名駅前（桑栄町）
- 内堀（内堀）
- 馬道（矢田）

駐在所
- 久米（志知）
- 深谷（下深谷部）
- 多度（多度町多度）
- 御衣野（多度町御衣野）
- 長島（長島町又木）
- 楠（長島町西川）
- 伊曽島（長島町福吉）

検問所
- 北伊勢（長島町又木）

### 消防
桑名市消防本部
消防署
- 桑名市消防署（江場）

分署
- 西（赤尾）
- 大山田（大山田）
- 多度（多度町小山）
- 長島木曽岬（長島町松ケ島）

### 医療
- 桑名市総合医療センター
- ヨナハ総合病院
- 青木記念病院

### 図書館
- 桑名市立図書館
  - 桑名市立中央図書館 - くわなメディアライヴにある
  - ふるさと多度文学館
  - 長島輪中図書館

### 国の機関
厚生労働省
- 桑名職業安定所（ハローワーク桑名）

国土交通省
- 中部地方整備局木曽川下流河川事務所

財務省
- 名古屋国税局 桑名税務署

法務省
- 津地方法務局 桑名支局

裁判所
- 桑名簡易裁判所

## 経済

### 産業

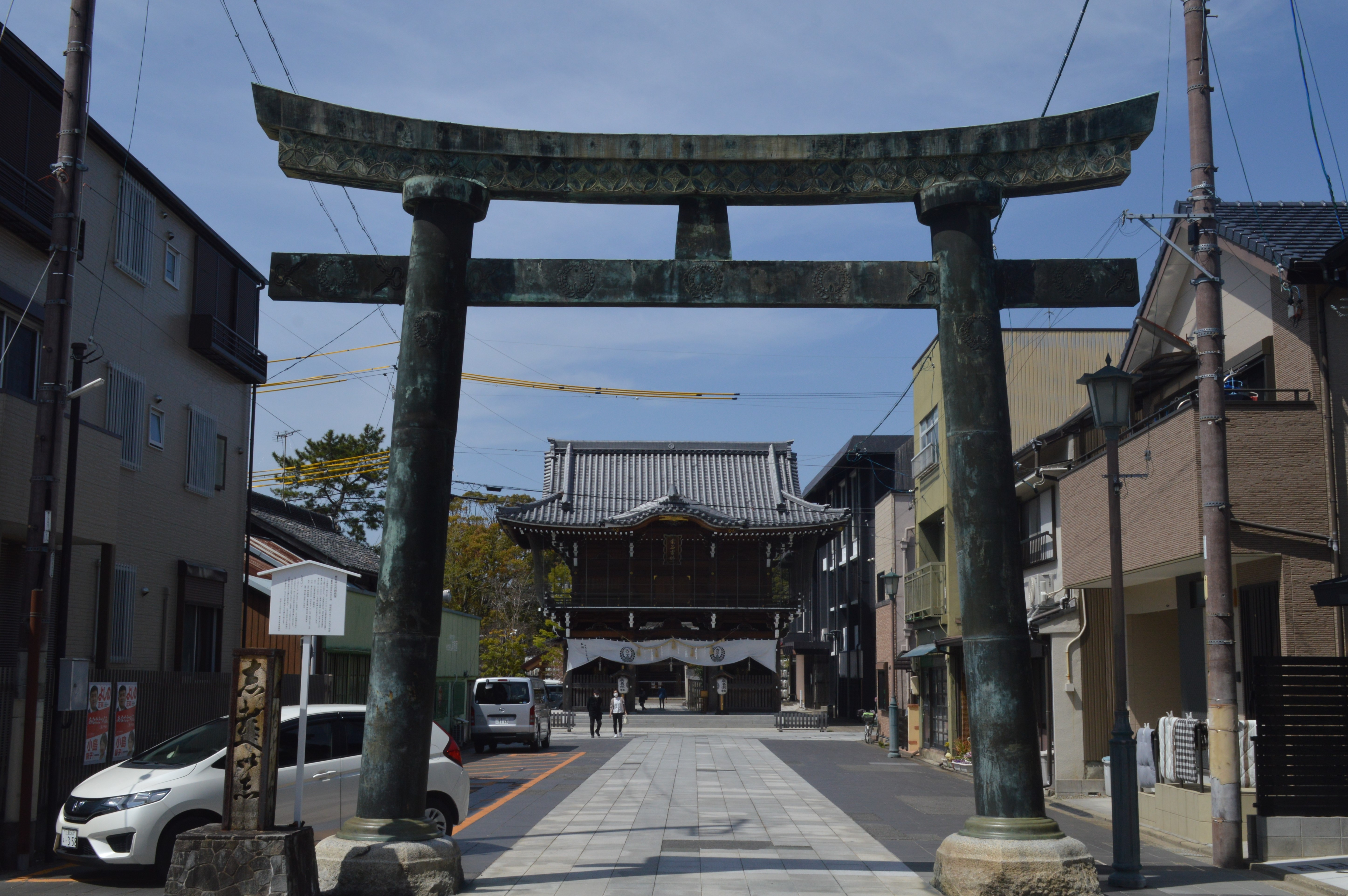
桑名鋳物を象徴する桑名宗社（春日神社）の青銅鳥居

鋳物
桑名の代表的な地場産業で全国的に高い知名度を持つ。かつては日本の二大鋳物産地の一つとして「東の川口、西の桑名」と言われた。桑名には約34社の鋳物工場があり、1,300人以上が従事している。製品出荷額は約394億円（2002年）で、全国でも有数の規模を誇っている。製造される鋳物製品は多種にわたっており、日用品、土木建築用資材（マンホール、グレーチングなど）、産業機械器具部品、電動機器部品などがある。
桑名鋳物
梵鐘などを製造する伝統的鋳物産業も健在で、梵鐘は海外に輸出されることもある。地場産業としての鋳物が桑名で発達したのは明治時代以後だが、桑名鋳物の歴史は古く、本多忠勝が桑名藩主となり（1601年）、鉄砲の鋳造をはじめたのが起源とされている。当時の製品は銅合金による神社仏閣の灯籠、梵鐘、鍋釜類、農具などが主な物であった。桑名の鋳物師（いもじ）としては廣瀬、辻内の両家が活躍した。廣瀬与左衛門による仏眼院の「喚鐘（かんしょう）」（桑名市指定有形文化財）と辻内善右衛門による桑名宗社の「春日神社の青銅鳥居」（三重県指定有形文化財）が現存しており、桑名鋳物を象徴する文化財となっている。
桑名萬古焼
萬古焼の一種で、赤絵（赤い絵付け）を特徴とする。三重県指定伝統工芸品であるとともに、三重県指定無形文化財（工芸技術）である。桑名の豪商、沼波弄山が開窯した古萬古は後継者の無いまま廃絶していたが、桑名・田町生まれの森有節（ゆうせつ）、千秋（せんしゅう）の兄弟によって、古萬古ゆかりの桑名藩領、小向（おぶけ）村（現朝日町）で再興された。森兄弟は分解できる木型に棒で伸ばした薄い土を貼り付けて成形・量産する方法を編み出し、その方法は秘密とされた。しかし、急須木型の注文を受けた桑名の木型師佐藤久米造にその秘密が漏れ、佐藤が1840年頃に開窯することとなった。これが桑名萬古の始まりである。街道の土産物として人気を得るとともに、佐藤の弟子（水谷孫三郎など）や布山由太郎などの優れた陶工を輩出したことから、桑名萬古は質、量ともにの萬古焼における一つのブランドとして確立していった。幕末から明治初期にかけて最も盛業であったが、明治後期には販売戦略に優れた四日市萬古に合流、縮小していった。
桑名盆（かぶら盆）
欅（けやき）、栓（せん）、檜（ひのき）などの木目が美しい木地に、漆の木地呂塗り（きじろぬり、木目が透けて見える塗り方）を施して作られた盆。典型的には、丸盆で、かぶらの絵が描かれている。三重県指定伝統工芸品である。
桑名箪笥（たんす）
桑名刃物
多度の弾き猿
三重県指定伝統工芸品で、明治時代中頃から多度大社門前町の土産物として親しまれている。「はじきざる」の名称が「（災難を）弾き去る」という言葉と語呂が合うことから縁起物とされる。

#### 名産

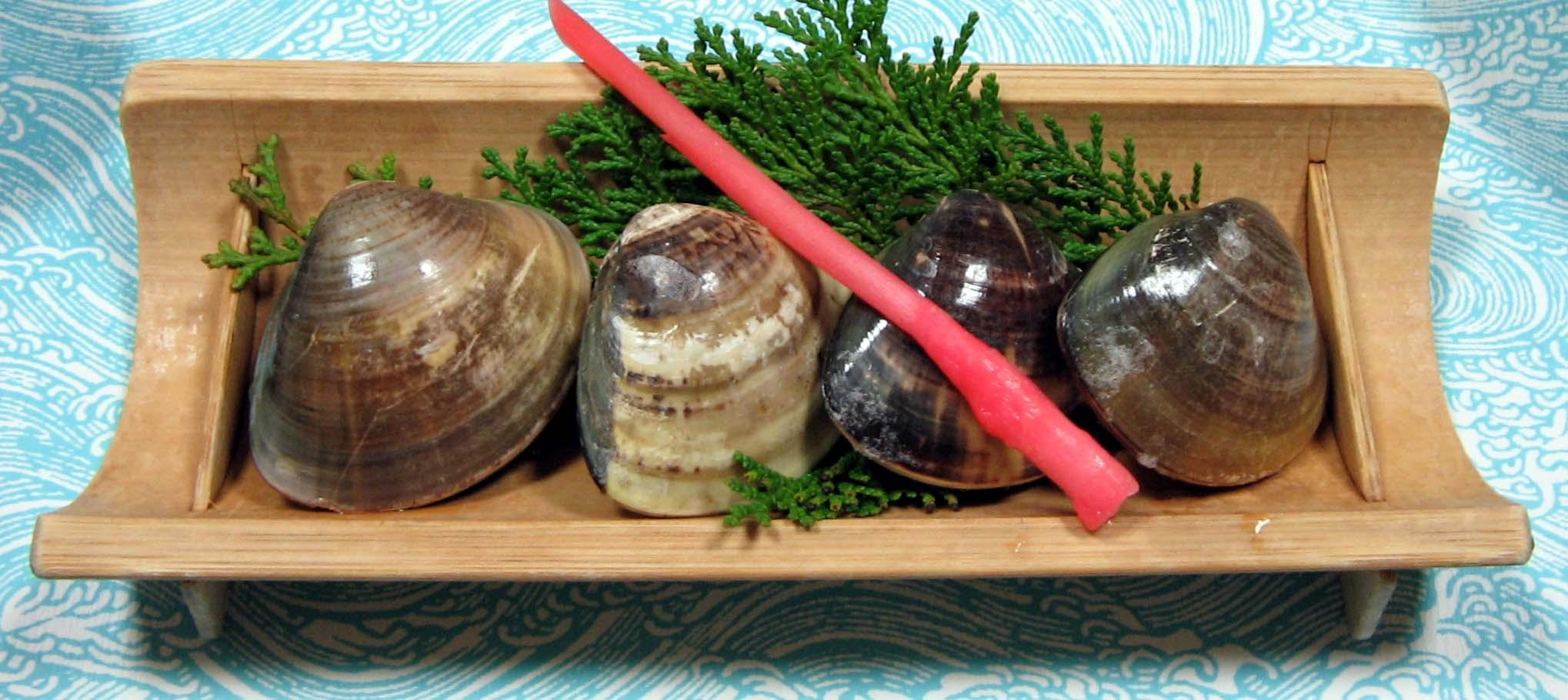
桑名産焼き蛤

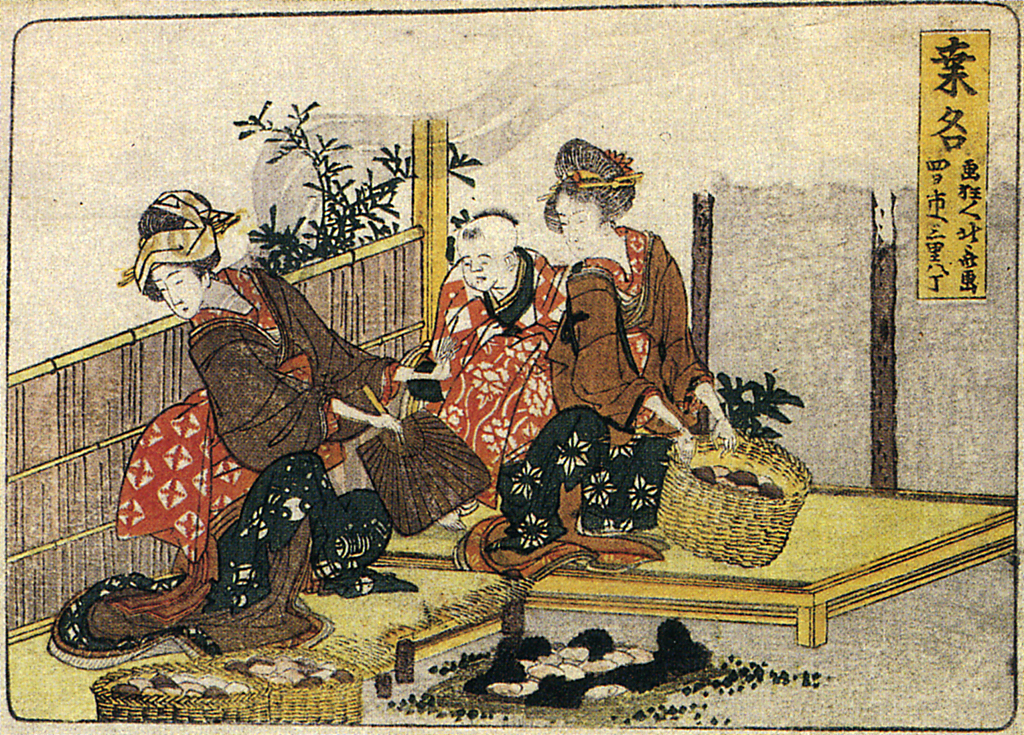
葛飾北斎『桑名　四日市へ三里八丁』（3里8町（丁）は約12.7kmで、桑名宿から四日市宿までの距離を意味する。）

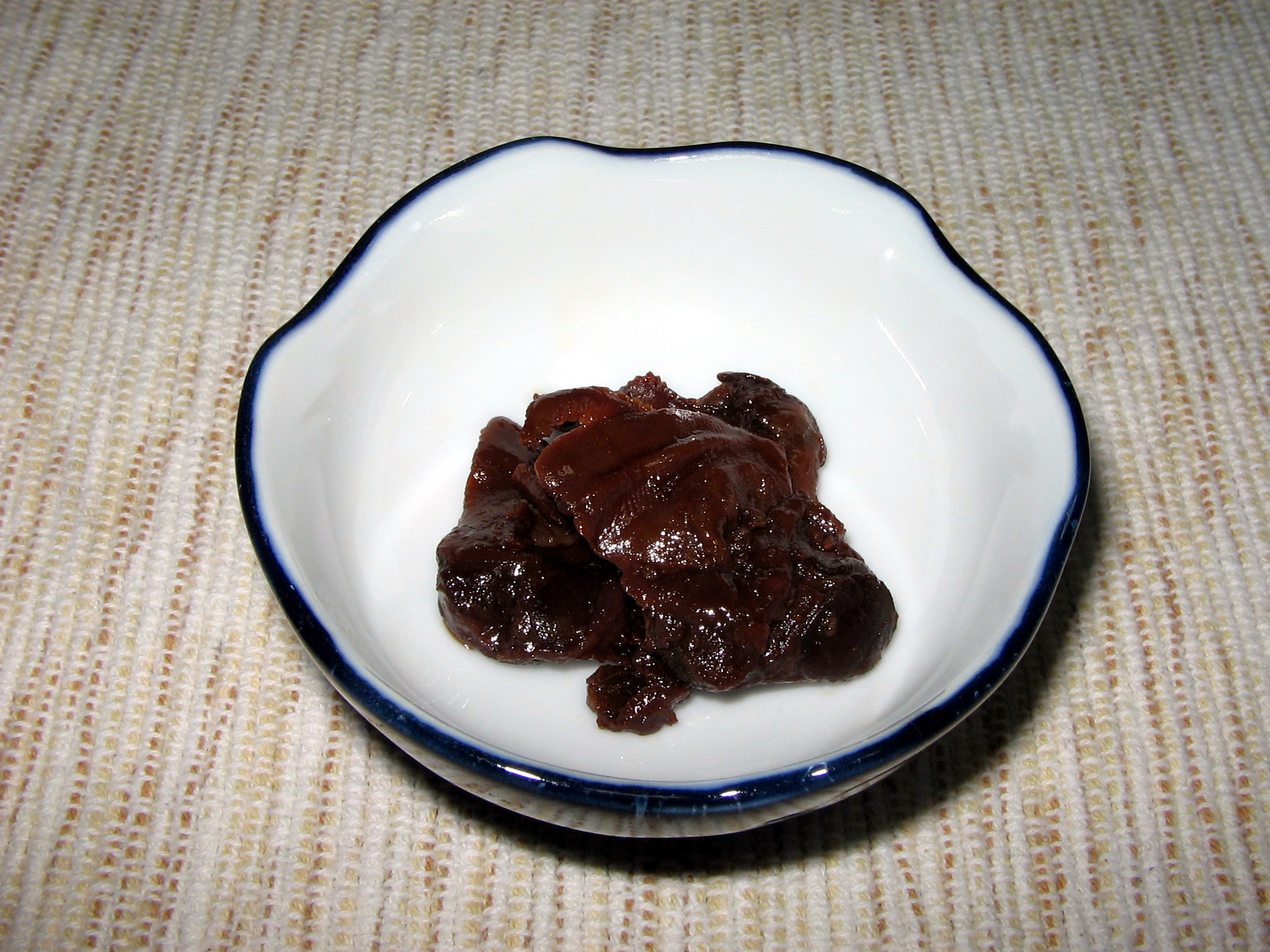
時雨蛤

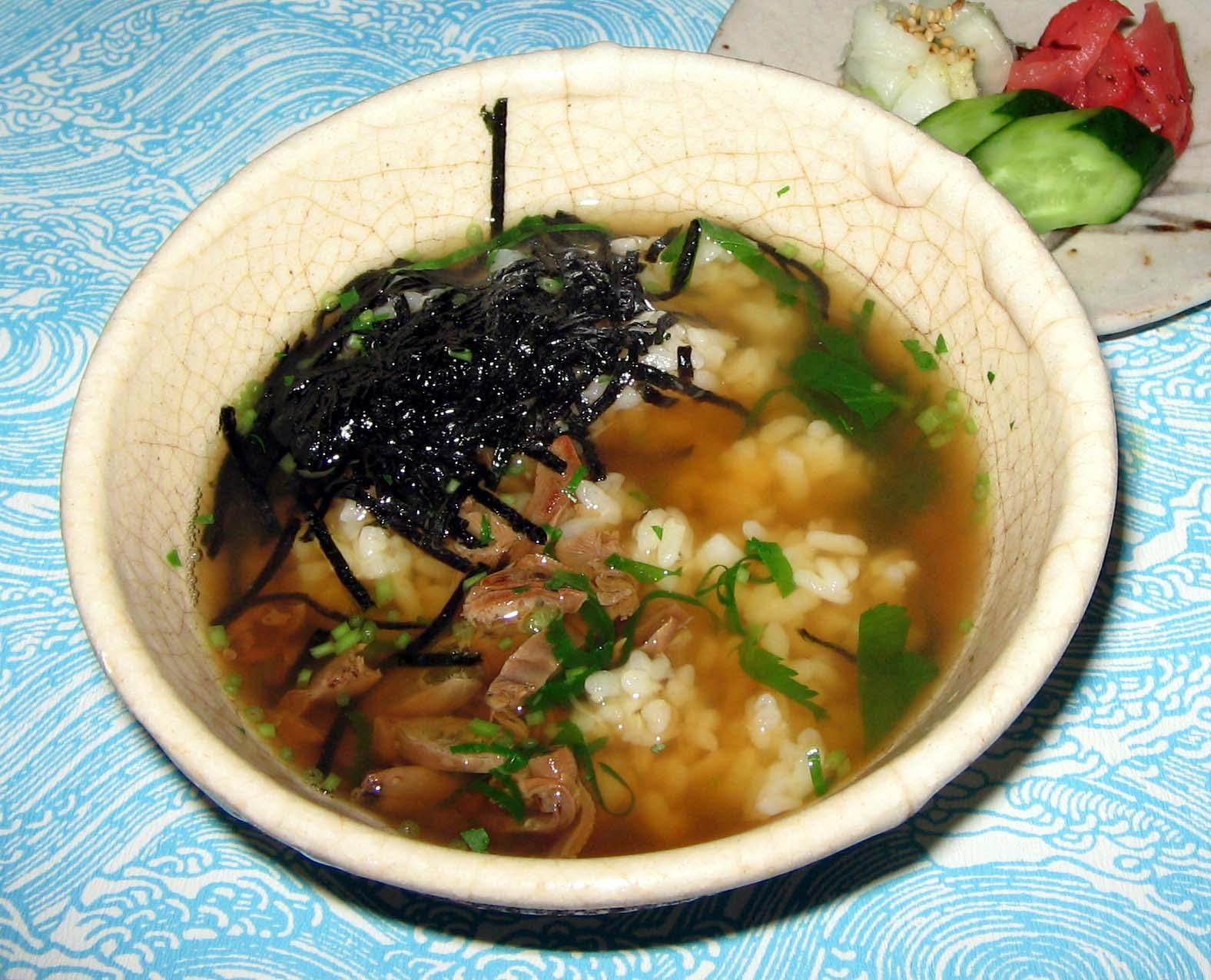
時雨茶漬け

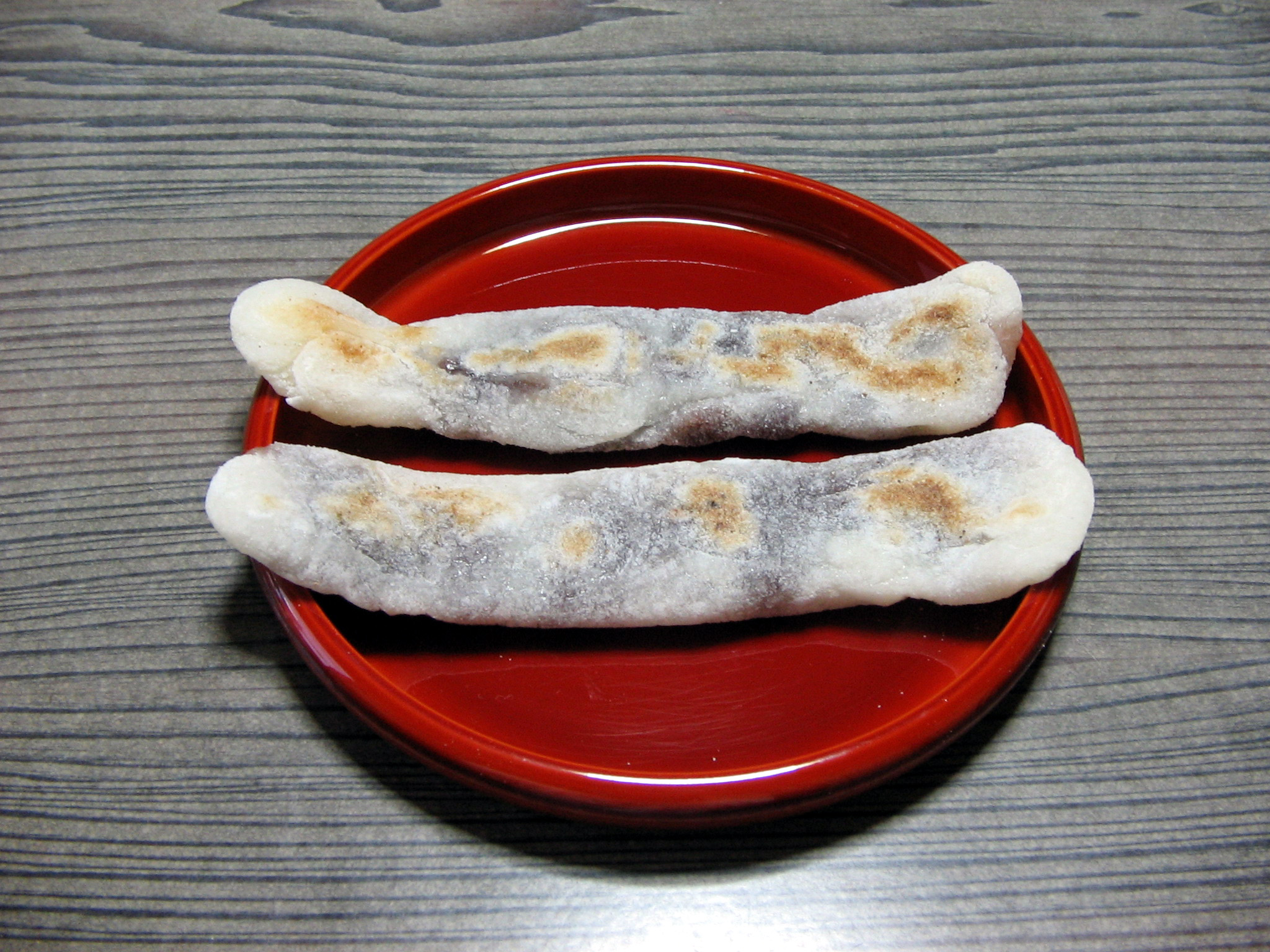
安永餅

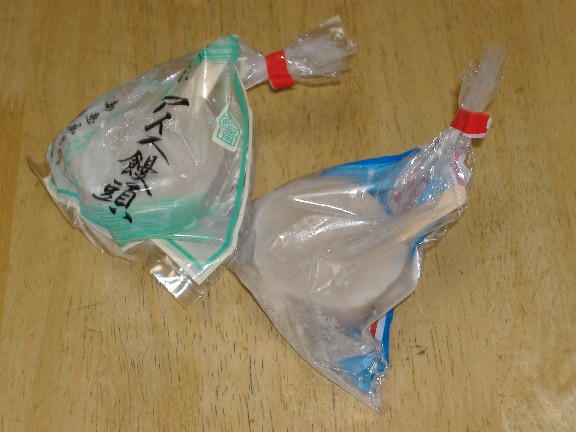
アイス饅頭

蛤（はまぐり）
焼き蛤、時雨蛤、酒蒸しなどとして食され、「その手は桑名の焼き蛤」という言葉遊び（地口）があるほど全国的に有名である。松尾芭蕉もおくのほそ道が終わった大垣を発つときに「蛤のふたみにわかれ行く秋ぞ」という句を残している。また、桑名産蛤の貝殻は、漆喰、藍染め等の原料となる貝灰（貝焼灰）として全国的に輸送販売されていたほか、色彩が美しいことでも有名で、貝合わせや貝絵や膏薬の容器のための加工用として珍重された。
現在、日本で「蛤」の名称で流通、消費されているものの多くは、別種のシナ蛤であるが、桑名市は、蛤（本蛤、学名 Meretrix lusoria）が獲れる日本で数少ない漁場の一つとなっている。主な漁場は木曽三川河口域で、淡水と海水が程よく混ざった汽水域になっており、蛤の生育に最適な、肥沃で広大な干潟が形成されている。この環境下で育った「桑名の蛤」は大型かつ美味上質となり、条件の良いものは生食も可能となる。桑名産蛤が全国的に有名になったのは、桑名が交通の要衝であったことに加え、上記のように良質の蛤が採れたことが理由であると考えられている。
遺跡（貝塚）の発掘調査で蛤の貝殻が出土しており、古墳時代から鎌倉時代の頃には、現在の桑名市で蛤が食されていたことが確認されている。桑名の名産として全国的に認知されるようになったのは江戸時代頃からと考えられる。木曽三川河口域で獲れた桑名の蛤を歴代の将軍に献上するのが慣例となっていた。江戸時代初期に、河口域に漁村が存在した記録が残っているが、漁村の蛤漁は盛況で、蛤の貝殻で地面が厚く覆われるほどであった。江戸時代後期の滑稽本『東海道中膝栗毛』では、「…熱田の神の慈眼（みそなは）す、七里のわたし浪ゆたかにして、来往の渡船難なく、桑名につきたる悦びのあまり、めいぶつの焼蛤に酒くみかはして、…」と、宮宿から船で桑名宿に渡って来た主人公の弥次郎兵衛と喜多八が、早速、名物の焼き蛤を楽しむ様が描かれている。当時、焼き蛤と時雨蛤は桑名宿の名物とされ、焼き蛤が即席で旅人に供され、時雨蛤が土産物として売られていた。さらに、桑名宿から富田の立場にかけての街道沿いでは、焼き蛤を食べさせる店が多数軒を連ねて繁盛していた。
地蛤の年間漁獲高は、ピーク時には約3,000トンと日本一を誇ったが、1995年には過去最低の0.8トンを記録した。近年の漁獲高は、資源管理、稚貝放流（栽培漁業）によって回復傾向にあり、2000年19トン、2001年15トン、2002年16トン、2003年20トン、2004年62トン、2005年52トン、2006年47トン、2007年95トン、2008年140トンとなっている。焼き蛤など蛤料理を提供する店は多数あるが、代表的な老舗の例としては、「料理旅館 山月」（船馬町、脇本陣「駿河屋」跡）、「魚重楼」（南魚町）、「割烹 みくに」（川口町）などが挙げられる。
焼き蛤の伝統的調理方法江戸時代、桑名周辺では、焼き蛤は松かさを燃やして加熱することで調理されていた。葛飾北斎の浮世絵『桑名　四日市へ三里八丁』などにその様子が描写されている。この調理法では、松脂を含んでいるために火力が強い松かさで覆い、蝶番（ちょうつがい）を切ってから加熱するため、殻が開くことなく短時間で調理できる。このため、一般的な調理方法よりも柔らかく蒸しあがる。なお、NHKの「ためしてガッテン」ではこの調理方法が紹介され、桑名市でこの再現された焼き蛤が住民に披露されたがその味は住民からは好評であった。
時雨蛤佃煮の一種。蛤の時雨煮。ボイルした蛤のむき身を、生引溜（きびきたまり）を沸騰させたハソリ（大鍋）に入れ、「浮かし煮」と呼ばれる独特な方法で煮て調理する。その際、風味付けに刻んだ生姜を加える。時雨蛤にすることで蛤の保存性が高まり、土産物として高い人気を誇った。もとは「煮蛤（にはまぐり）」と呼ばれたが、松尾芭蕉の高弟、各務支考が「時雨蛤」と名付けたと言われている。
騒ぎ唄（広く宴席でうたう歌）の『桑名の殿様』で、「桑名の殿様、時雨で茶々漬」と歌われて有名である。なお、この唄に出てくる「桑名の殿様」とは、桑名藩主のことではなく、明治から大正にかけて米相場で儲けた桑名の大旦那衆（お大尽、成金）のことである。東京の料亭で盛大な酒宴を行い、芸者衆と大いに遊んだ桑名の大旦那衆が、宴会の最後に時雨蛤の茶漬けを食べた様を唄にしたのが、『桑名の殿様』である。この唄は、神宮式年遷宮の御木曳木遣唄の一種である『松前木遣り』がお座敷唄化したものと考えられている。ちなみに、この唄の「～の殿様～で茶々漬け」のフレーズは、日本各地でその土地の名物、名産を読み込んだ替え唄となって楽しまれた。
『桑名の殿様』の歌詞桑名の殿さま ヤンレー ヤットコセー ヨーイヤナ 桑名の殿さん 時雨で茶々漬（ちゃちゃづけ） ヨーイトナー アーレワ アリャリャンリャン ヨイトコ ヨイトコナー
あれは当麻（たいま）の あれは当麻の 中将姫だよ
泣き泣き入れるは 泣き泣き入れるは 六条さんの賽銭箱
源氏は白旗 平家は赤旗 天保山（てんぽうざん）は沖の旗
やれ出るそれ出る やれ出るそれ出る 矢橋（やばせ）の舟だよ
白魚紅梅煮(しろうおこうばいに)
安永餅
つぶ餡（あん）の入った細長く平らな焼餅。「ともち」、「牛の舌もち」とも称された。桑名の代表的銘菓で、江戸時代から安永立場（安永）において桑名宿を往来する旅人などに人気を博し、茶店で、または土産物として広く親しまれた。現在、安永餅を製造、販売する店は2つあり、「永餅屋老舗」（1634年創業）と「安永餅本舗 柏屋」である。桑名で隠居していた松平定信（楽翁公）が非常時の食糧として安永餅を考案したという伝承がある。しかし、安永餅と同形態の餅を食する文化は桑名から四日市、鈴鹿にかけて広く分布しており、創業当時の史料も残っていないため、安永餅の発祥は、はっきりしていない。
蛤志るこ（はまぐりしるこ）
桑名特産の蛤を模した懐中汁粉。蛤形状の最中を割って湯をかけて溶くと即席で汁粉ができる。
アイス饅頭
饅頭を模した小豆が中に入った氷菓。マルマン（京町・廃業）、末廣屋（深谷町）、寿恵広（三ツ矢橋）などが製造販売している。特に寿恵広は知名度が高く、1950年からアイス饅頭の製造を開始し、デパート、スーパー、おかげ横丁（伊勢市）、インターネット通販などによって全国的に販売を行っている。
なばな
アブラナの一種で若芽や茎を食用にするもの。長島町は「なばな発祥の地」である。
八壺豆（多度豆）
大豆を核にきな粉と砂糖水を練り合わせて白砂糖をまぶした豆菓子。多度大社門前町の土産菓子として親しまれている。
紅梅焼
多度の紅梅をかたどった山椒風味の堅焼き煎餅。八壺豆とともに多度大社門前町の土産菓子として親しまれている。
都饅頭
表面に黒ごまがちりばめられ、こし餡が入った焼き饅頭。桑名市が発祥とされ北勢地方の和菓子屋の多くがラインナップしている。比較的、日持ちすることもあって、贈答、仏事の品として、よく利用される。
鯉料理
江戸時代創業の鯉料理専門店「大黒屋」（多度町柚井）が有名である。池波正太郎がお忍びで食事に訪れたことがあり、自身のエッセイでこの店の鯉こくを賞賛している。
手延べうどん
手延べ方式で作られる干し麺の一種。冬期に、伊吹おろし（鈴鹿おろし）と呼ばれる寒冷で乾燥した強風が吹きつける桑名の風土を利用して、乾燥・熟成して作られる。桑名の隠れた特産品で、麺のまろやかな舌ざわりと透き通るほどの色と艶が特徴とされる。
しぐれ肉巻きおにぎり
時雨あさりを用いた時雨ご飯を、豚肉で巻いて作るおにぎり。2010年に、桑名の新名物を決める「くわなめしグランプリ」の優勝作品となり、桑名市の新しいご当地グルメとなった。

#### 農業
トマト（ハウス桃太郎）（長島地区）
ハウス栽培向きの完熟出荷用桃色トマト。歯応えが良く、糖度が高いため、フルーツ感覚で食される。1988年に全国に先駆けて旧長島町で試作栽培に成功した。出荷量は年間約1,000トンで、5月初旬が収穫のピークとなる。高級トマトとして、京都方面をはじめ、近郊にも出荷されている。
みかん（多度地区）
「多度みかん」のブランドで栽培されている。果汁が詰まり、甘みが強いといった特徴を持つ。収穫時期は10月上旬から翌年3月頃まで。秋季には、みかん狩りが行われる。
竹の子（桑名地区）

### 市内に立地する主な企業・工場
- 諸戸ホールディングス 本社
- 諸戸緑化産業 三重支社
- 長良通運株式会社 本社
- サンジルシ醸造 本社
- ヤマモリ 本社
- 柿安本店 本社
- NTN 発祥の土地、桑名製作所・三重製作所・研究開発センター等
- 北勢運送株式会社 本社
- 富士通セミコンダクター 三重工場
- プロテリアル 桑名工場
- MIEコーポレーション 本社、MIEテクノ 本社
- 長島観光開発 本社
- 八風バス 本社
- ニューギン 製造本部・桑名工場
- 赤ちゃんデパート水谷 本社・本店
- 三重淡水魚株式会社 本社

### 大型商業施設
- イオンモール桑名（新西方）
- 三井アウトレットパーク ジャズドリーム長島（長島町浦安）
- サンシパーク（大仲新田）
- イオンタウン桑名新西方（新西方）
- アピタ桑名店（中央町）
- 星川ショッピングタウンサンシティ（星川）

## 郵便・通信

### 日本郵政グループ
その他簡易郵便局を除く各郵便局にATMが設置あり。★印の郵便局ではホリデーサービスを実施。（2024年9月現在）
- 日本郵便株式会社
  - 桑名郵便局（中央町） - 集配局。★
  - 桑名矢田（やだ）郵便局（掛樋（かけひ）)
  - 桑名正和（せいわ）郵便局（能部（のんべ））
  - 桑名播磨郵便局（北別所）
  - 桑名城南郵便局（安永）
  - 桑名新西方郵便局（新西方）
  - 桑名赤須賀（あかすか）郵便局（伊賀町）
  - 桑名深谷郵便局（下深谷部）
  - 桑名桑陽台（そうようだい）郵便局（桜通）
  - 桑名在良（ありよし）郵便局（額田）
  - 桑名八幡（はちまん）郵便局（八幡町）
  - 桑名西別所郵便局（西別所）
  - 桑名八間通（はちけんどおり）郵便局（殿町）
  - 桑名馬道郵便局（本願寺）
  - 桑名七和（ななわ）郵便局（芳ケ崎（はがさき））
  - 桑名大山田郵便局（大山田）★
  - 多度郵便局（多度町多度） - 元集配局。★
  - 南多度郵便局（多度町北猪飼（きたいかい））
  - 七取（ななとり）郵便局（多度町香取）
  - 長島郵便局（長島町又木（またぎ）） - 元集配局。★
  - 桑名東方（ひがしかた）簡易郵便局（有楽町）
  - 長島北部（ほくぶ）簡易郵便局（長島町大倉）
  - 伊曽島（いそじま）簡易郵便局（長島町福吉） - 廃止
- ゆうちょ銀行
  - 名古屋支店　イオン桑名ショッピングセンター内出張所（新西方）（ATMのみ／ホリデーサービス実施）
  - 名古屋支店　アピタ桑名店内出張所（中央町）（ATMのみ／ホリデーサービス実施）

※桑名市内の郵便番号は「511-00xx」「511-08xx」「511-09xx」（以上は合併以前からの桑名市域）「511-01xx」（旧多度町域）「511-11xx」（旧長島町域）となっている（いずれも桑名郵便局の集配担当）。

### 電信電話
NTT西日本 三重支店
- 市外局番は市内全域で0594（桑名MA）が使用される。
  - 同じ市外局番（MA）のいなべ市ならびに員弁郡東員町との間で市内料金での通話が可能である。

### マスメディア
- 中日新聞社桑名通信局
- CBCラジオ長島送信所

## 教育
市内に大学はない。

### 高等学校
公立
- 三重県立桑名高等学校
- 三重県立桑名西高等学校
- 三重県立桑名北高等学校
- 三重県立桑名工業高等学校

私立
- 津田学園高等学校

### 中学校
公立
- 桑名市立成徳中学校
- 桑名市立明正中学校
- 桑名市立光風中学校
- 桑名市立陽和中学校
- 桑名市立正和中学校

- 桑名市立陵成中学校
- 桑名市立光陵中学校
- 桑名市立多度中学校
- 桑名市立長島中学校

私立
- 津田学園中学校

### 小学校
公立
- 桑名市立日進小学校
- 桑名市立精義小学校
- 桑名市立立教小学校
- 桑名市立城東小学校
- 桑名市立益世小学校
- 桑名市立修徳小学校
- 桑名市立大成小学校
- 桑名市立桑部小学校
- 桑名市立在良小学校
- 桑名市立七和小学校
- 桑名市立久米小学校
- 桑名市立深谷小学校
- 桑名市立城南小学校
- 桑名市立大和小学校

- 桑名市立大山田北小学校
- 桑名市立大山田西小学校
- 桑名市立大山田東小学校
- 桑名市立大山田南小学校
- 桑名市立藤が丘小学校
- 桑名市立星見ヶ丘小学校
- 桑名市立多度北小学校
- 桑名市立多度中小学校
- 桑名市立多度東小学校
- 桑名市立多度青葉小学校
- 桑名市立伊曽島小学校
- 桑名市立長島中部小学校
- 桑名市立長島北部小学校

私立
- 津田学園小学校

### 特別支援学校
- 三重県立くわな特別支援学校

### 閉校した学校
- 2011年（平成23年）に三重県立桑名高等学校衛生看護分校が三重県立桑名高等学校に統合され、三重県立桑名高等学校衛生看護科となった[67]。
- 2011年（平成23年）に桑名市立多度西小学校と桑名市立多度南小学校が統合して、桑名市立多度青葉小学校が開校した[68]。

## 交通

### 鉄道
市の中心となる駅：桑名駅
東海旅客鉄道（JR東海）
- 関西本線
  - 長島駅 - 桑名駅

近畿日本鉄道（近鉄）
- 名古屋線
  - 益生駅 - 桑名駅 - 近鉄長島駅

養老鉄道
- 養老線

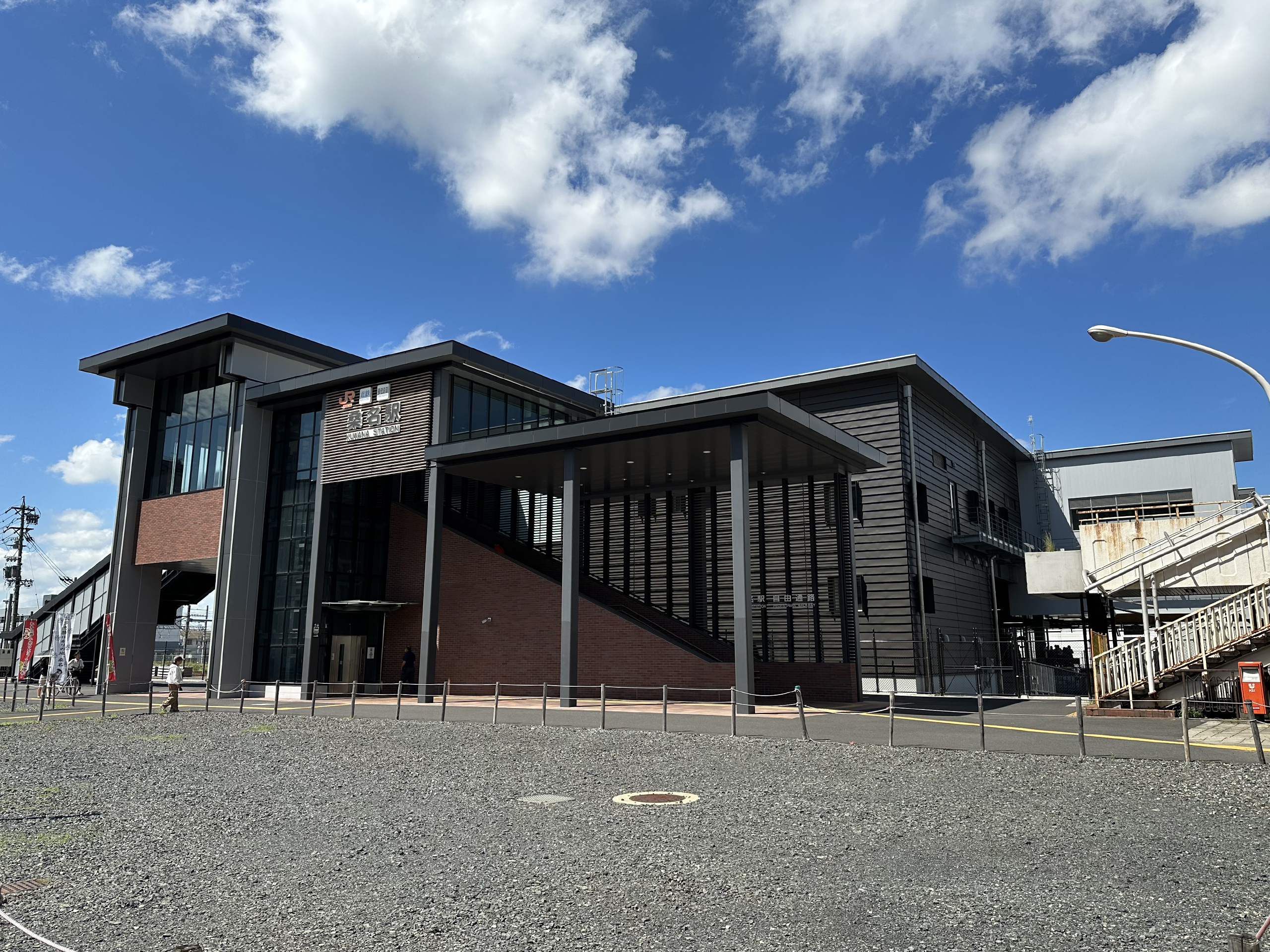
桑名駅

  - 桑名駅 - 播磨駅 - 下深谷駅 - 下野代駅 - 多度駅

三岐鉄道
- 北勢線
  - 西桑名駅 - 馬道駅 - 西別所駅 - 蓮花寺駅 - 在良駅 - 星川駅 - 七和駅

なお、1927年から1944年には、路面電車の桑名電軌が桑名駅前と宿場町時代からの市街地を結んでいた。

### 路線バス

#### 高速バス路線
- 東京高速バス： 大宮駅・池袋駅・新宿駅・立川駅 - 桑名駅前・伊勢市駅前・鳥羽BC （三重交通、三交伊勢志摩交通、西武バス） ※夜行
- 岐阜長島温泉高速線： 関市役所・関シティターミナル・名鉄岐阜 - 長島温泉 （三重交通、岐阜乗合自動車） ※季節運転
- 名古屋長島温泉線： 名古屋（名鉄バスセンター） - 長島スポーツランド・長島温泉 （三重交通、名鉄バス）
- 名古屋長島温泉線： 栄（オアシス21） - 長島温泉 （三重交通）
- 名古屋桑名高速線： 名古屋（名鉄バスセンター） - 大山田団地・桑名駅前/陽だまりの丘/希望が丘/西桑名ネオポリス （三重交通）
- 栄桑名高速線： 栄（オアシス21） - 大山田団地・桑名駅前/陽だまりの丘/希望が丘/西桑名ネオポリス （三重交通）
- 名古屋正和赤尾線： 名古屋（名鉄バスセンター） - 大山田団地・赤尾台 （三重交通）
- ナガシマリゾートライナー：三宮・大阪駅JR高速BT - 生桑車庫・近鉄四日市・長島温泉 （西日本JRバス）
- 大阪イーライナー： 浜松 - 長島温泉 - 大阪駅JR高速BT - USJ （遠鉄バス）

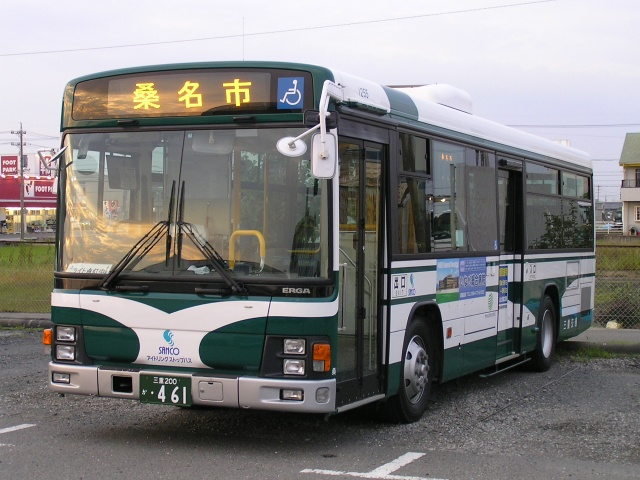
三重交通バス

#### 一般路線バス
- 三重交通
- 八風バス
- 三岐鉄道
- K-バス

空港へのアクセス（運休中）
中部国際空港高速バス 桑名中部国際空港線
三重交通が桑名駅前・長島温泉-中部国際空港（セントレア）間の高速バスを運行していた。所要時間は約55-85分。

### 道路

#### 高速道路
- 東名阪自動車道： ←上り線 長島IC - 桑名東IC - 大山田PA - 桑名IC 下り線→
- 伊勢湾岸自動車道：←上り線 湾岸長島IC／PA - 湾岸桑名IC 下り線→

#### 一般国道
- 国道1号、国道23号、国道258号、国道421号

#### 県道
- 主要地方道
  - 3号、5号、7号、18号、23号、26号、63号、69号
- 一般県道
  - 105号、106号、117号、125号、142号、143号、148号、149号、168号、401号、504号、518号、611号、612号、613号

## 名所・旧跡・観光スポット・祭事・催事

### 名所・旧跡

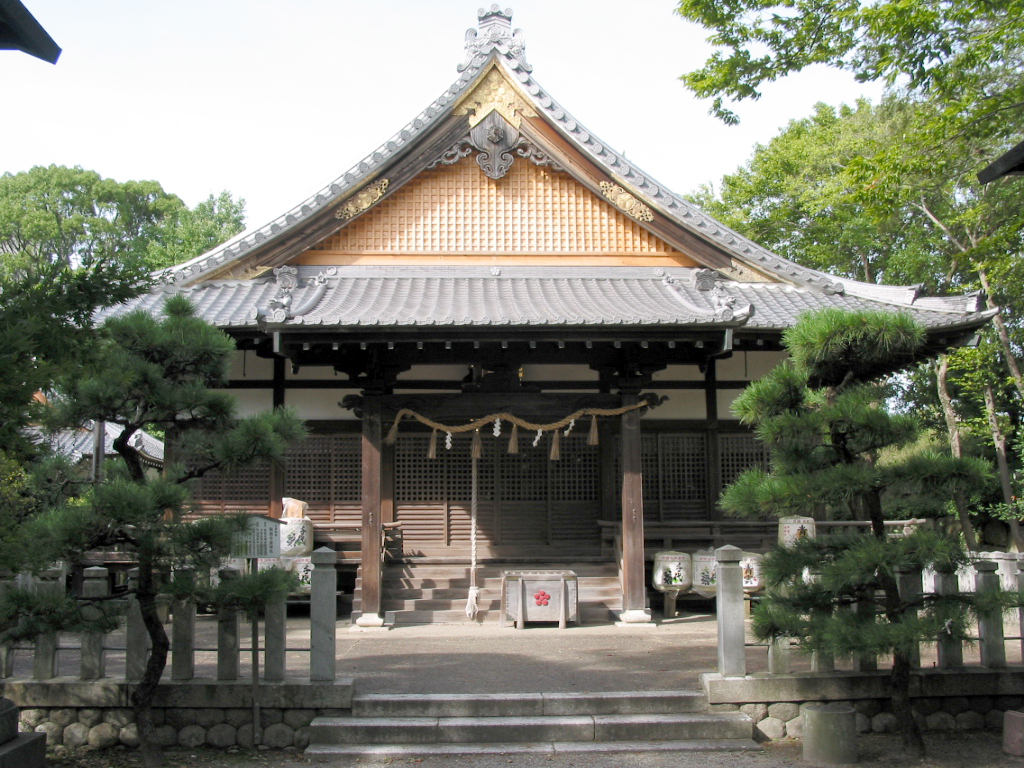
鎮国守国神社

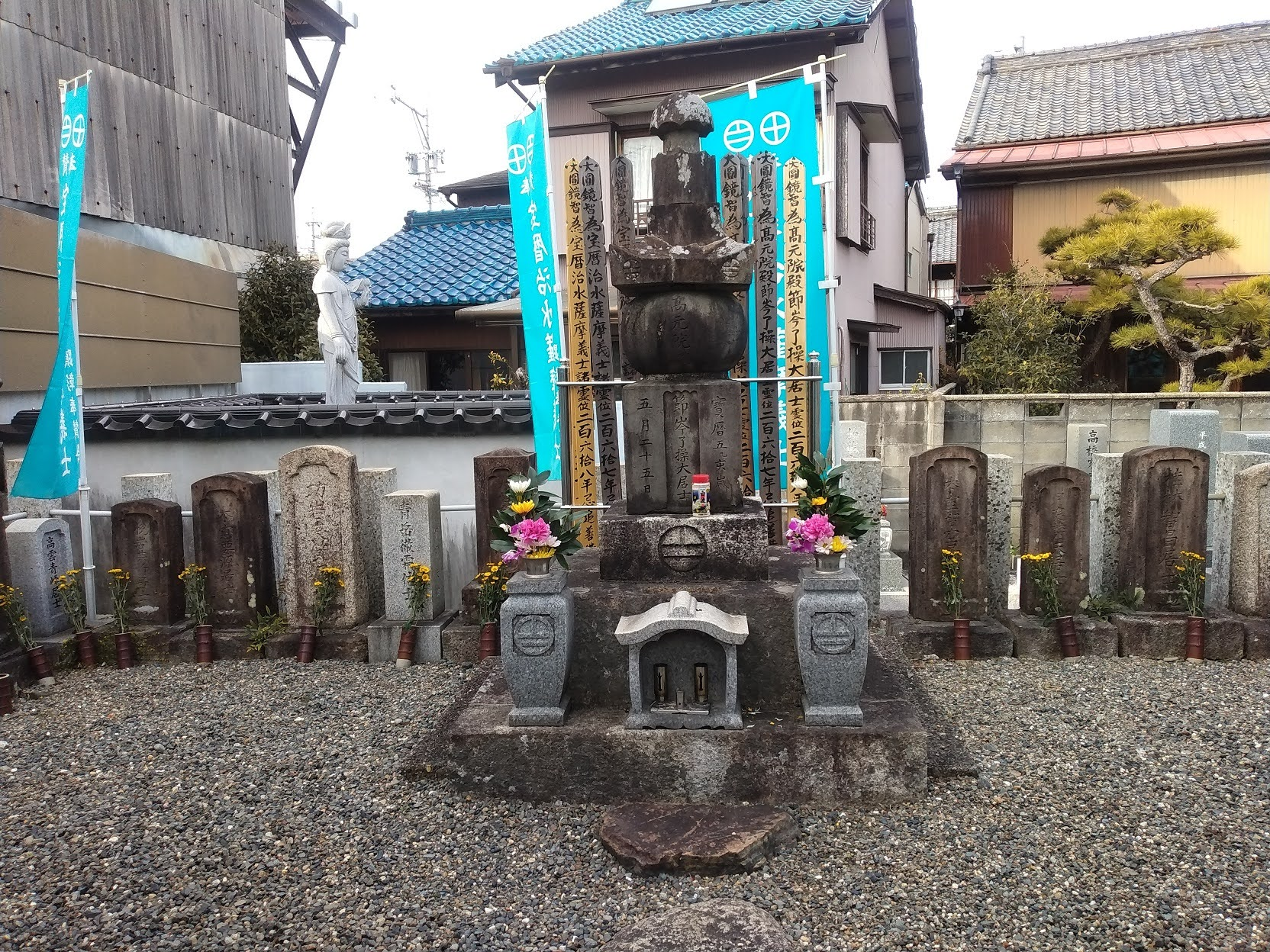
薩摩義士墓所

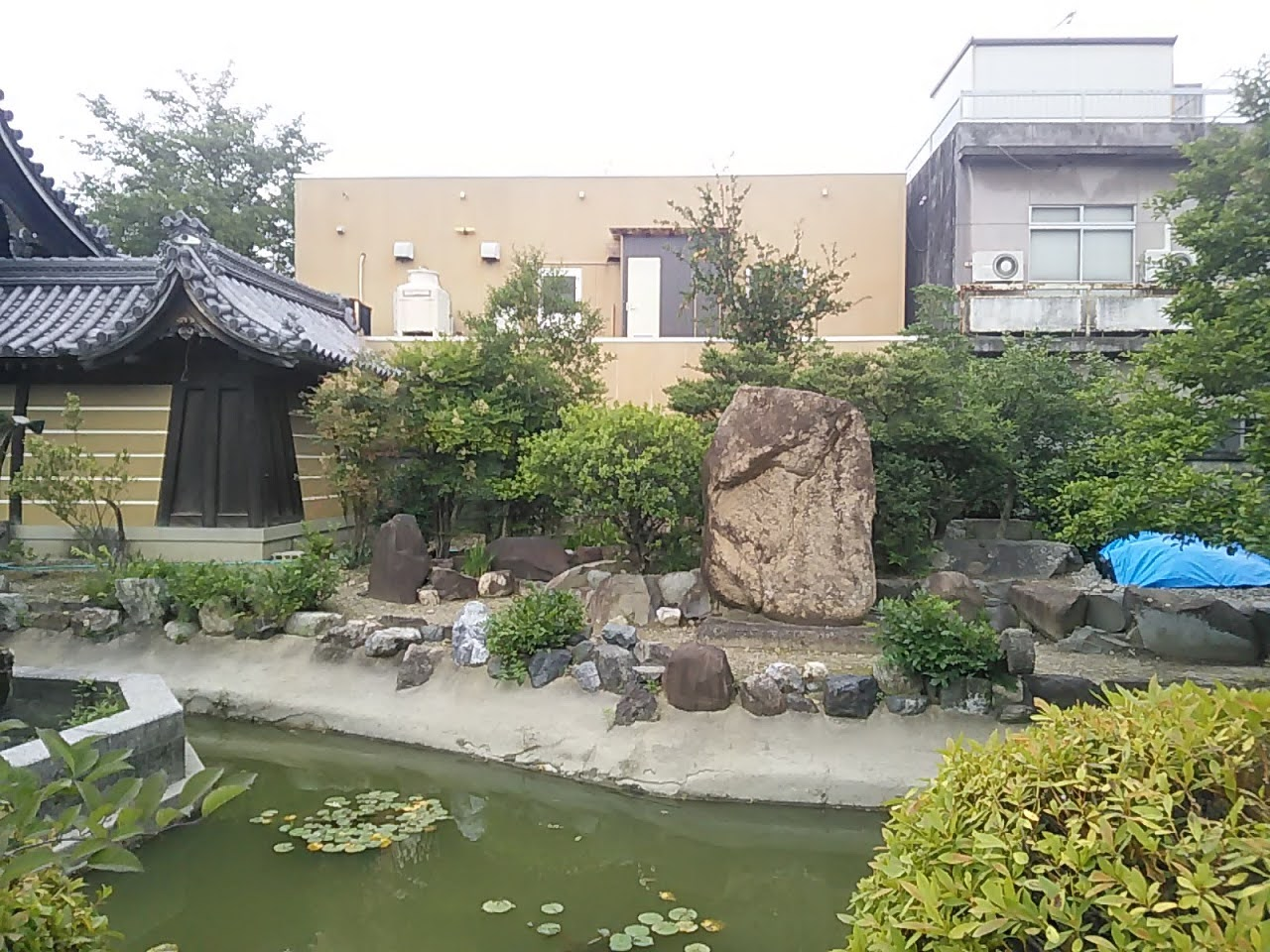
芭蕉「冬牡丹句碑」

- 神寶山法皇院大福田寺（桑名聖天）（東方）[70]
「桑名の聖天さん」として親しまれ、日本三大聖天（しょうてん）の一つ。毎年4月に行われる桑名聖天大祭では、国の重要無形民俗文化財指定の伊勢大神楽（いせだいかぐら）が奉納される。桑名三十三ヶ所観音霊場第十八番札所[71]
- 光德山圓妙寺（東方）
- 佛光山九品院十念寺（伝馬町）
- 薩摩義士墓所法性山海蔵寺（北寺町）
  - 曹洞宗の寺。[72]
  - 薩摩義士墓所（桑名市指定史跡）
宝暦治水事件の犠牲となった平田靱負ら薩摩義士85名（割腹自殺者52名病死者33名）のうち24名が祀られ、21基の墓石が現存する。当時の弔い証文や薩摩焼酎の徳利が保管され、平田靱負像がある。
- 芭蕉「冬牡丹句碑」真宗大谷派桑名別院本統寺（北寺町）
桑名御坊、「今寺」とも称され、俗に「ご坊さん」の名で親しまれている。徳川家茂や明治天皇が宿泊した由緒ある寺。
  - 松尾芭蕉の冬牡丹句碑（桑名市指定史跡・「冬牡丹千鳥よ雪のほととぎす」）
- 西御坊・般若山桑名坊舎柳堂法盛寺 – 本願寺桑名別院。三河国柳堂旧蹟[73]
- 長松山大智院（長島町西外面）[74]
  - 松尾芭蕉宿泊地
  - 蕉翁信宿処石碑
- 長嶋山願證寺（長島町又木）
  - 長島一向一揆故地
- 旧長島城大手門紫雲山蓮生寺（長島町又木） – 高田派[75]
  - 旧長島城大手門（市指定文化財）
- 地蔵院（長島町西川）
- 矢田城（跡）（矢田走井山）

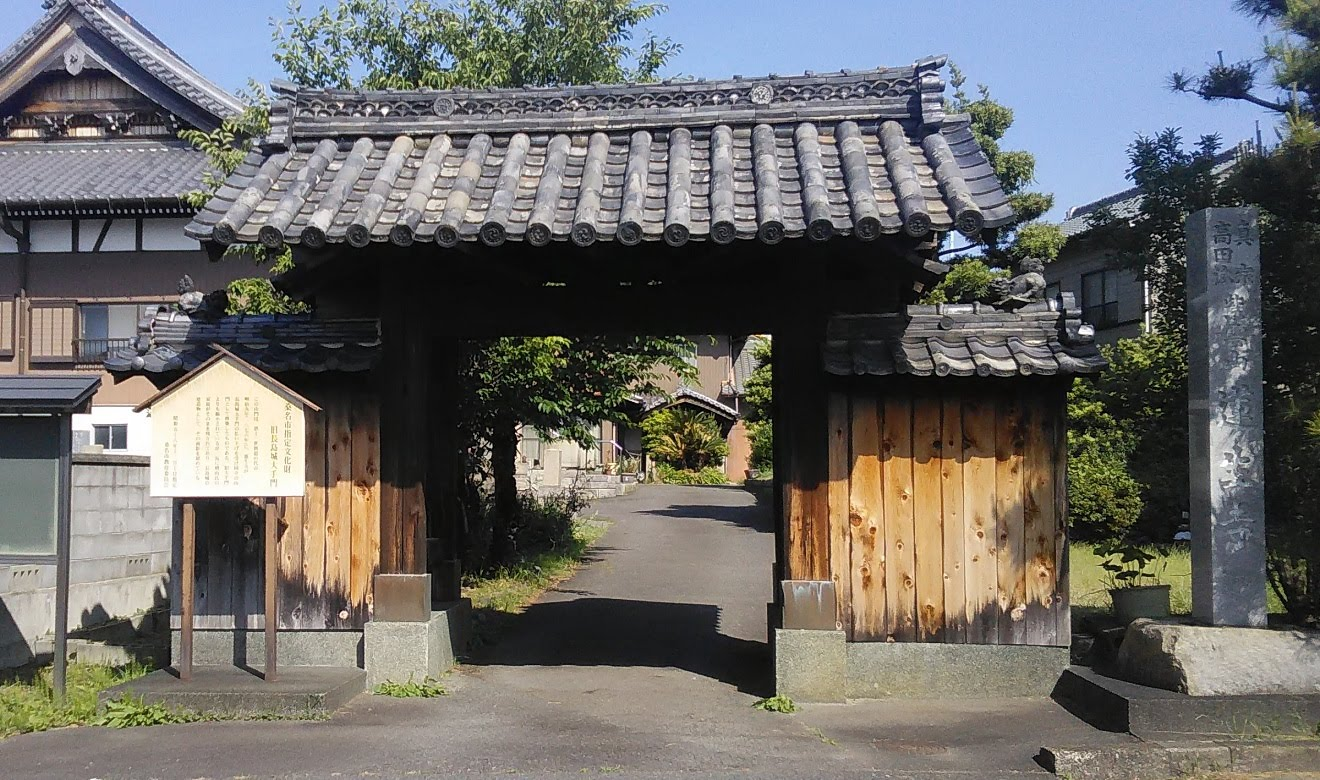
旧長島城大手門

- 走井山勸學寺（十日観音・走井山観音）（矢田）、走井山公園
- 桑名立坂神社（矢田二丁目）
- 春日神社（桑名宗社）（本町）
  - 青銅鳥居
  - 御膳水井
明治天皇が宿泊した際、この井戸の水が御膳水として供された。
  - 山口誓子句碑、千葉兎月句碑
- 寶興山法喜禪悅寺（喜禪寺）佛眼院（南魚町）
  - 三崎春日大明神両宮神宮寺（桑名宗社内。廃寺）
  - 寶興山定光坊地蔵寺（宝殿町）
- 九華公園（桑名城址）（吉之丸）
県史跡。桑名城の本丸跡と二の丸跡に造られた公園。市民の憩いの場として親しまれている。公園の設計者は、近代初の造園研究家で、元桑名藩士の小沢圭次郎。三重県下屈指の桜の名所として知られている[76]。
  - 鎮国守国神社
桑名城址九華公園内にあり、松平定綱（鎮国公）と松平定信（守国公）を主祭神として祀る神社。起源は1784年（天明4年）白河城で藩祖松平定綱を祀るために建立された。1823年（文政6年）松平定永が桑名藩へ領地替になったため桑名城本丸内へ移り、その後定信も祀るようになった。明治維新後、桑名城が解体された際に移転したが、1907年（明治40年）現在地に戻された。拝殿は1919年（大正8年）に、併設する楽翁公百年祭記念宝物館（5月2日・3日の例祭日のみ公開）は1934年（昭和9年）に建てられた。
- 多度大社（多度町多度）
- 多度山法雲寺多度観音堂（多度町多度字山下） – 多度神宮寺に由来する堂[77]
- 宮川地蔵堂[78]
- 柚井城（跡）
- 耕逸山養春院（多度町柚井1775番地）[79]
- 空念寺
- 長島城跡（長島町西外面）
  - 現・長島中部小学校、中学校地
  - 桑名市指定天然記念物「大松」（長島中部小学校内）
- 銀杏山光榮寺（長島町西外面） – 佐々木山深行寺（殿名）、岡本山源盛寺（平方）、長崎山善明寺（長島中町）、安養寺（中箕田）、中島寺とともに長島六坊の一寺
- 阿弥陀寺（長島町平方1312番地）[80]
- 天機山傳通院光嶽寺（長島町西外面） – もとは下総国葛飾郡関宿領関宿台町の弘經寺（天機山傳通院光嶽寺）
- 三龍山專正寺（せんしょうじ）（今中町） – 本願寺派。稱念寺、正念寺[81]
  - 蛤墳（こうふん）

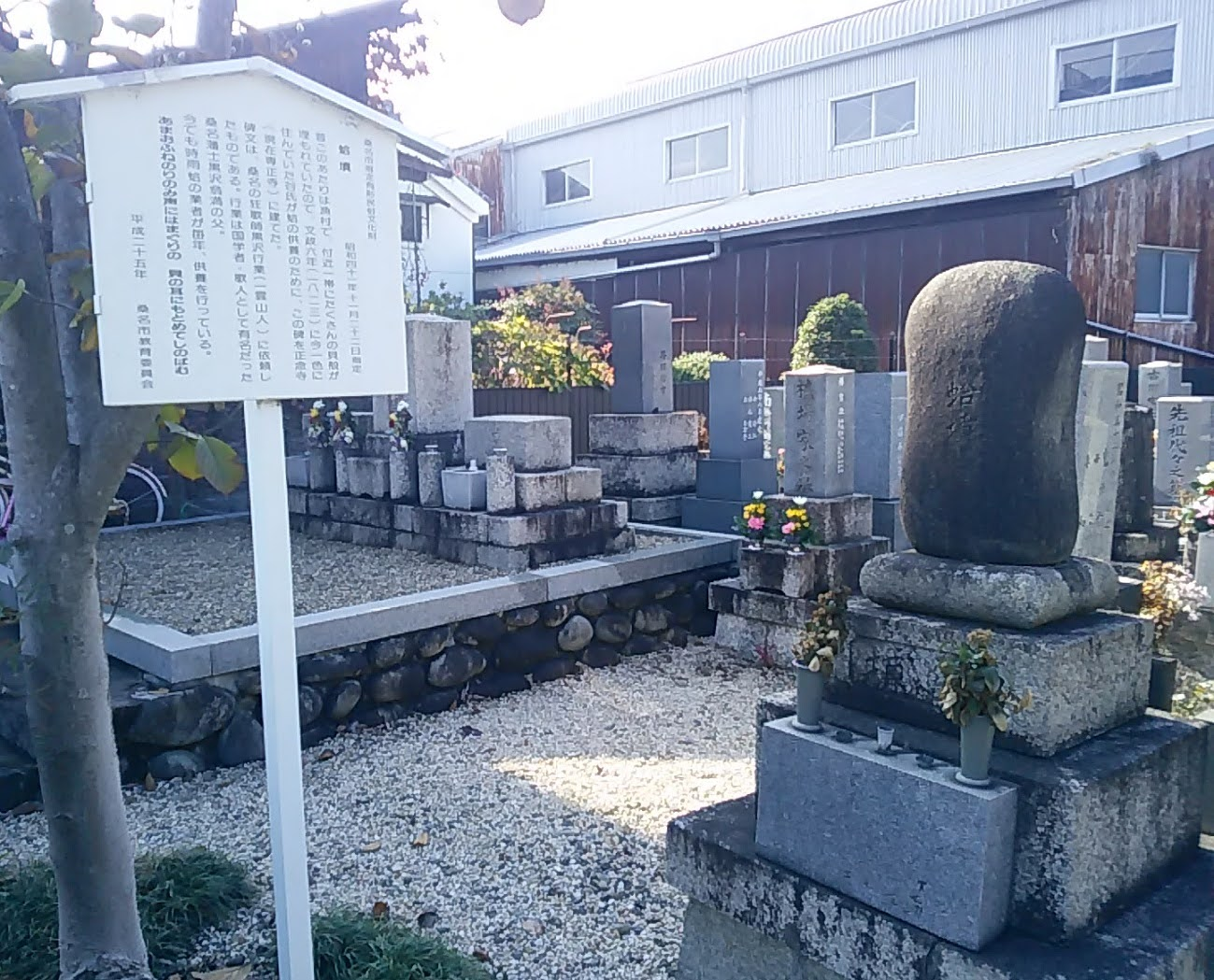
蛤墳

蛤墳この寺の付近一帯は江戸初期には漁村であり、地面が蛤の貝殻で厚く覆われるほど蛤漁が盛んであった。文政年間に、無尽蔵の貝殻を見たこの地の住人が、蛤に感謝し、供養するため、蛤墳を建立した[82]。1966年（昭和41年）に桑名市の有形民俗文化財に指定された。

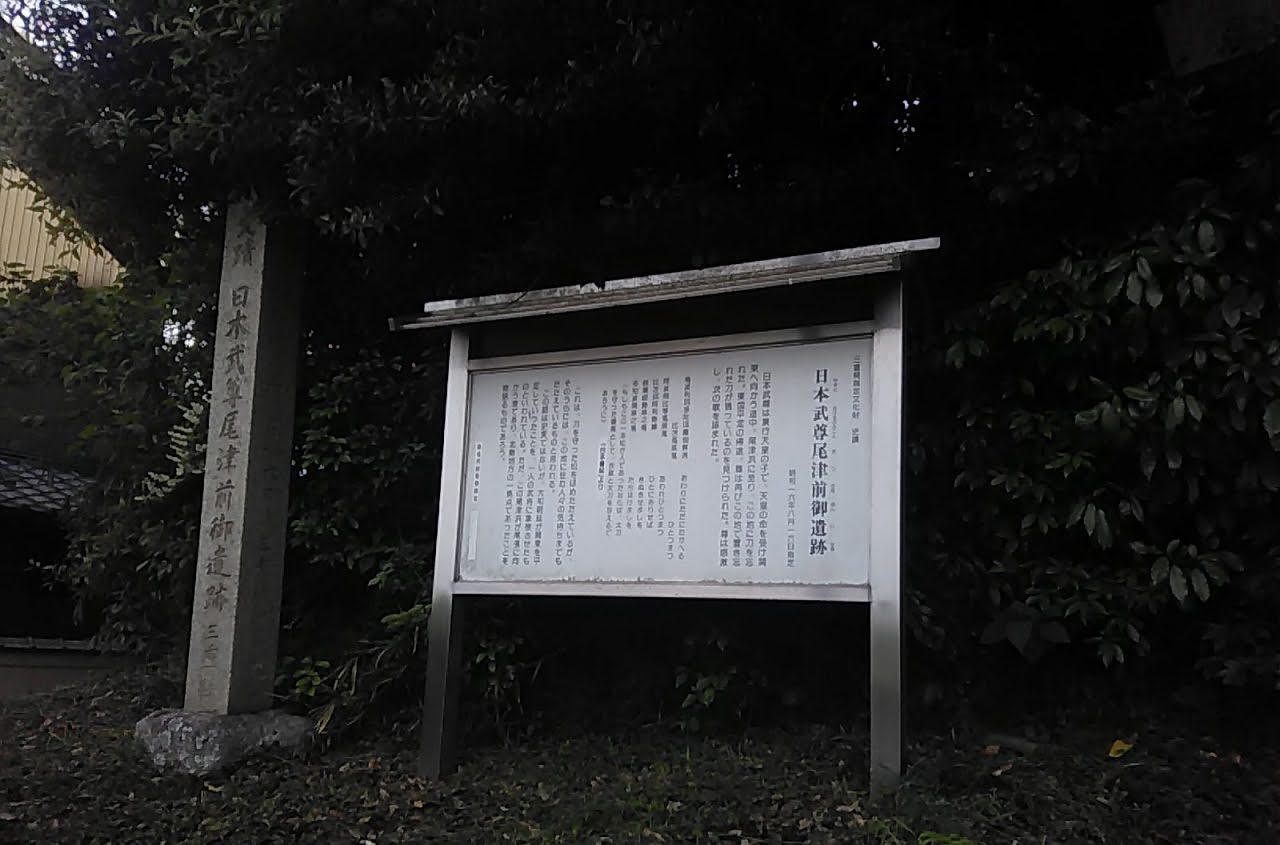
日本武尊尾津前御遺跡

- 日本武尊尾津前御遺跡日本武尊尾津前御遺跡（やまとたけるのみことおつさきおんいせき）（多度町御衣野）
日本武尊が東国に出征した際に、刀を置き忘れたと伝えられる地（尾津前、尾津浜）。三重県指定史跡。

- 芳ケ崎（はがさき）のクロガネモチ（芳ケ崎）
天皇八幡社の参道上にある御神木で、桑名市指定天然記念物[83][84]。樹高15m、幹周囲 3.44mで、枝は東西24m、南北23mに張り、「日立の樹」としてテレビCMに登場するモンキーポッドのような左右対称に大きく広がった傘型の樹冠を持つ[84][85]。
- 磐龍山花林禪院（花林院）（長島町長島中町）

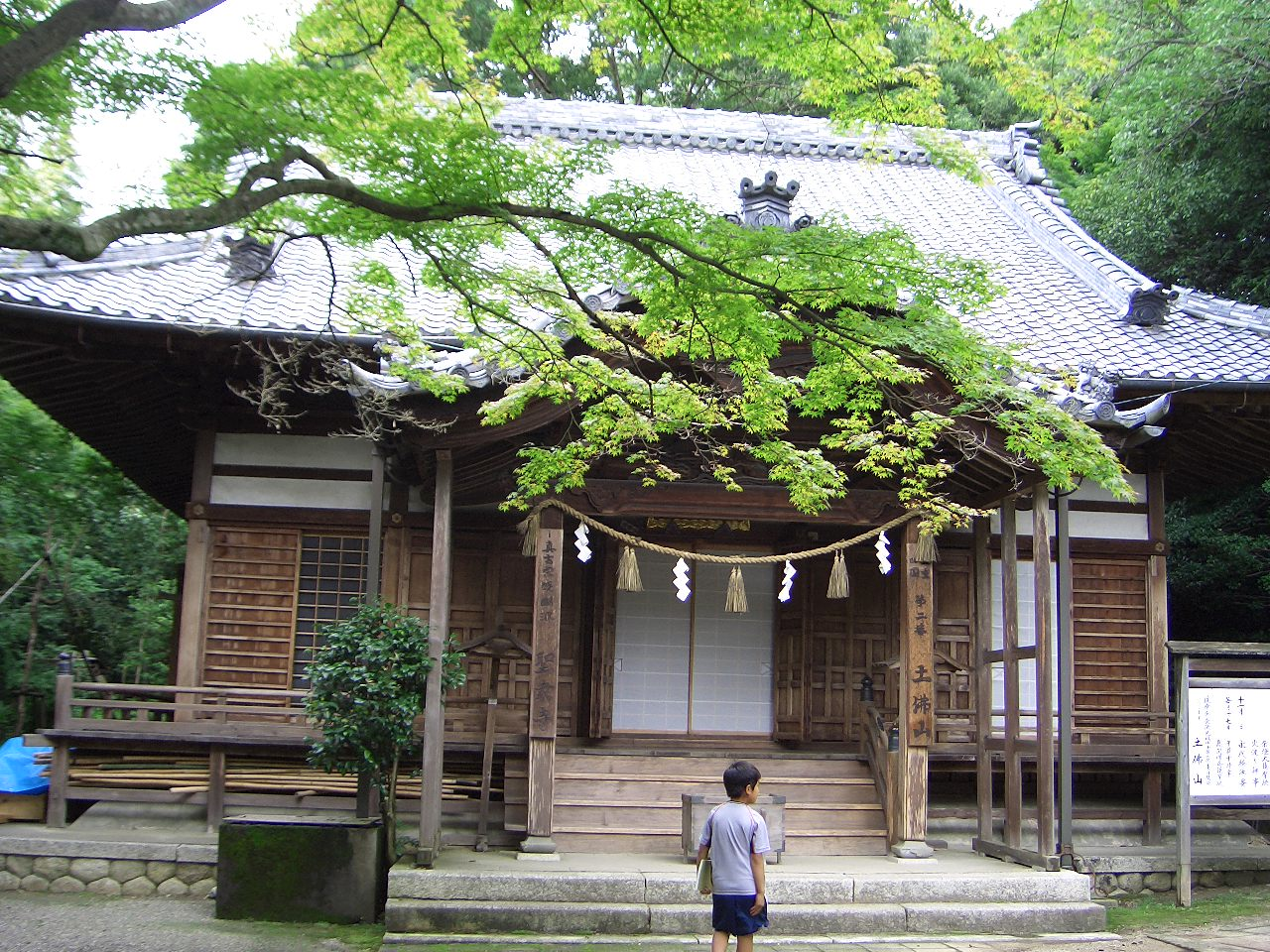
聖衆寺

- 自榮山顯本寺（萱町）
- 聖衆寺土佛山大正院聖衆寺（北別所）
- 地藏院龍福寺龍宮山地藏院龍福寺（地蔵）
- 雨尾山味光院飛鳥寺（深谷町字山之城）[86]
- 星川山（星河山）多門院安渡寺（星川）[87]
- 六華苑（桑名字鷹場）

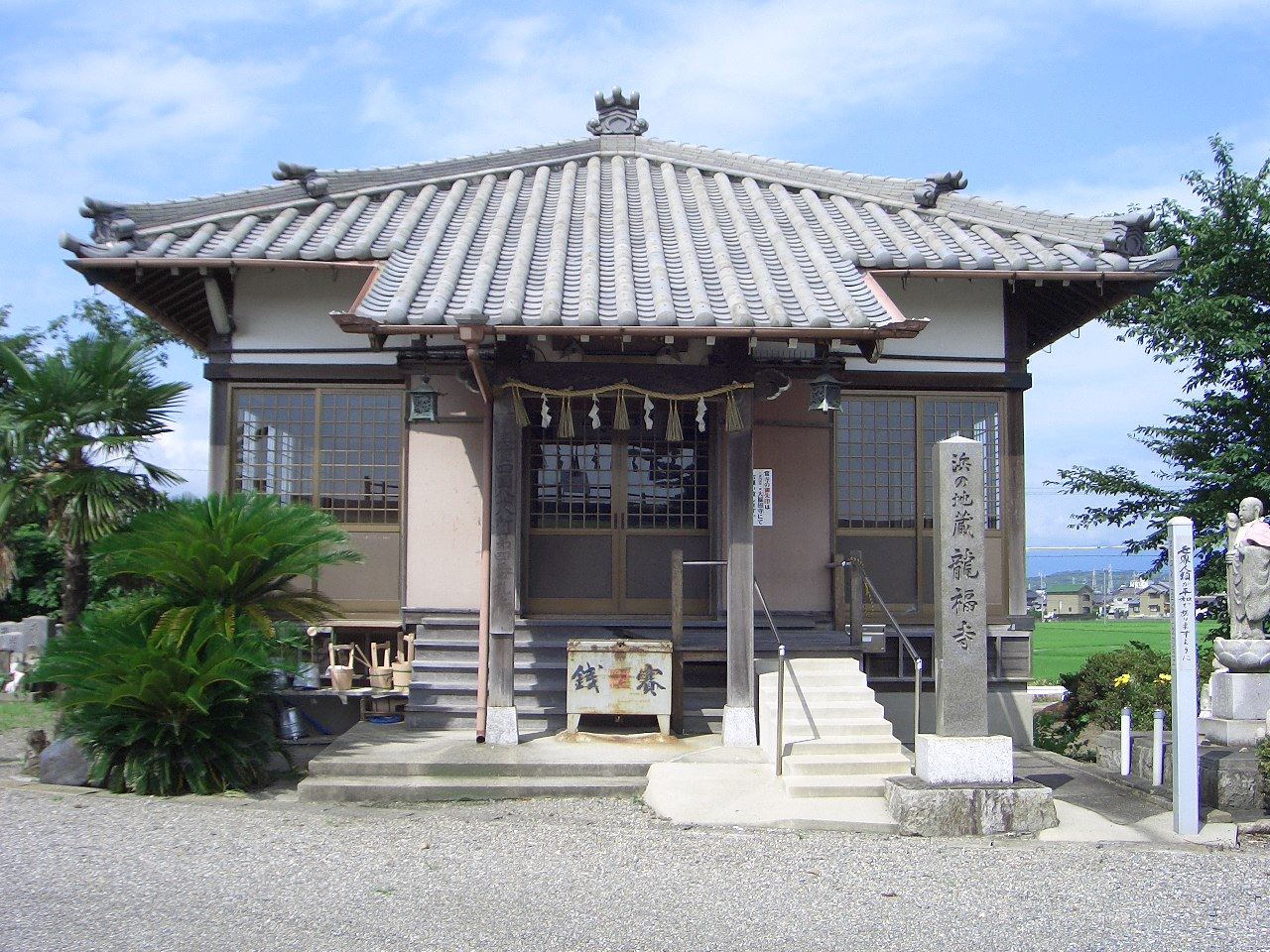
地藏院龍福寺

- 岸西山大正寺（岸西庵）（東方） – 明和頃の創建
  - 紫雲山一雲寺（観音堂）
  - 尾野神社北之宮（北別所）
- 尾野神社（舟着大明神）（東方字小野入江[88]）・立坂神社、尾野山城、尾野山正斎坊
- 鎮照山凝念院光徳寺（新町56番地）[89]
- 瑠璃光寺薬師堂（多度町福永2174番地）
- 桑北山西浄寺（福島68番地/播磨67番地）

### 観光・レジャー

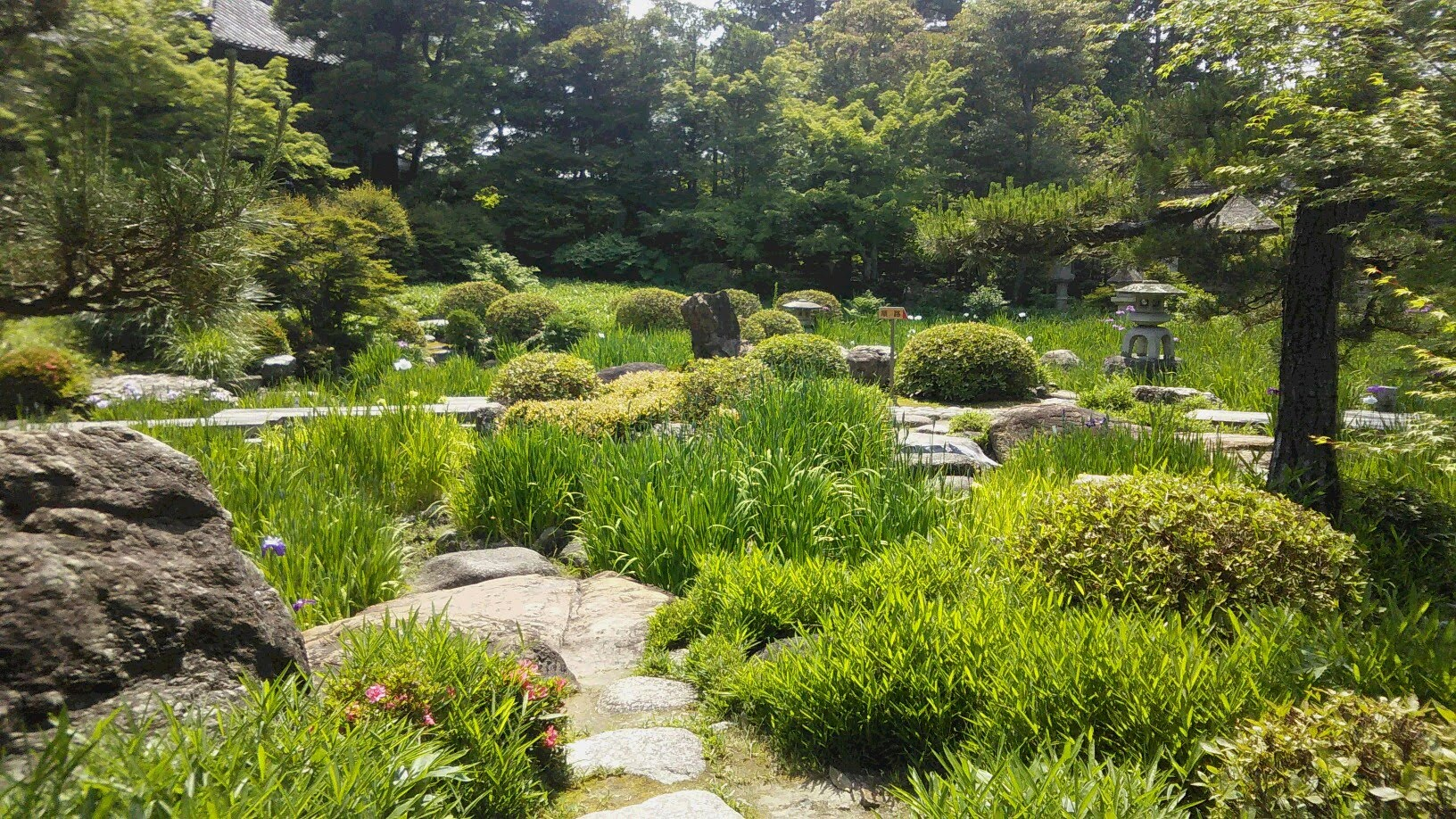
諸戸氏庭園

桑名市は水郷県立自然公園に指定されている。また名古屋に近く、観光スポットが充実していることから、三重県では伊勢市に次いで2番目に観光客数が多い自治体である。2007年度には約798万人、2013年には10,003,347人が訪れた。
- 七里の渡し跡
江戸時代に東海道桑名宿-宮宿間の海路7里（約28km）を結んでいた七里の渡しにおける桑名宿側の船着き場跡。桑名は伊勢国の東の玄関口で伊勢参宮街道への入口にあたることから、天明年間に伊勢神宮遙拝用の「一の鳥居」が建てられた。この鳥居は現在も神宮式年遷宮の度に、皇大神宮（内宮）宇治橋外側の鳥居を削って建て直されている。伊勢湾台風以後の高潮対策工事により、渡船場と道路の間に防波堤が築かれ、港としての機能が失われた[92]。1959年（昭和34年）に三重県の指定史跡となった。
- 六華苑（旧二代目諸戸清六邸）（大字桑名）
1913年（大正2年）完成の旧二代目諸戸清六邸の総称。ジョサイア・コンドル設計の洋館の他、和館、蔵、池泉回遊式庭園などから成る。洋館と和館は大正期を代表する住宅建築の貴重な文化遺産として、国の重要文化財に指定されている[93]。また、庭園は一部を除き、国の名勝に指定されている。しばしば、映画、テレビドラマなどのロケ地として使用されている[94]。
- 諸戸氏庭園諸戸氏庭園（旧初代諸戸清六邸）（太一丸）
江戸時代の豪商・山田彦左衛門の下屋敷・隠居所を、明治時代に初代諸戸清六が買い取り、増築した庭園[95]。毎年、春と秋に期間限定で公開されている。回遊式庭園、本邸、御殿、潮入り庭園、れんが造りの蔵などから成り、国の重要文化財および県指定有形文化財の多数の建造物を擁する。庭園は国の名勝に指定。
- 長島温泉
  - ナガシマリゾート
    - ナガシマスパーランド
    - ジャズドリーム長島（アウトレットモール）
    - 名古屋アンパンマンこどもミュージアム&パーク
    - なばなの里
    - 湯あみの島
- 長島スポーツランド
- 長良川河口堰・アクアプラザながら
- 国営木曽三川公園 カルチャービレッジ・輪中の郷
- 国営木曽三川公園 桑名七里の渡し公園
- 千本桜通り
- 多度山
  - 多度山上公園
- 多度峡
  - 天然プール
  - みそぎ滝
- 走井山（はしりいざん）公園
100本以上の桜（ソメイヨシノ）が植えられ、花見の名所として市民に親しまれている[96]。戦国時代に北勢地方で中心的な役割を果たした矢田城跡に造られた。ちなみに、走井山麓には刀匠・村正の屋敷が存在したとの伝承がある[97]。
- 伊勢大橋
- トゥインクル（湾岸木曽川橋・湾岸揖斐川橋）

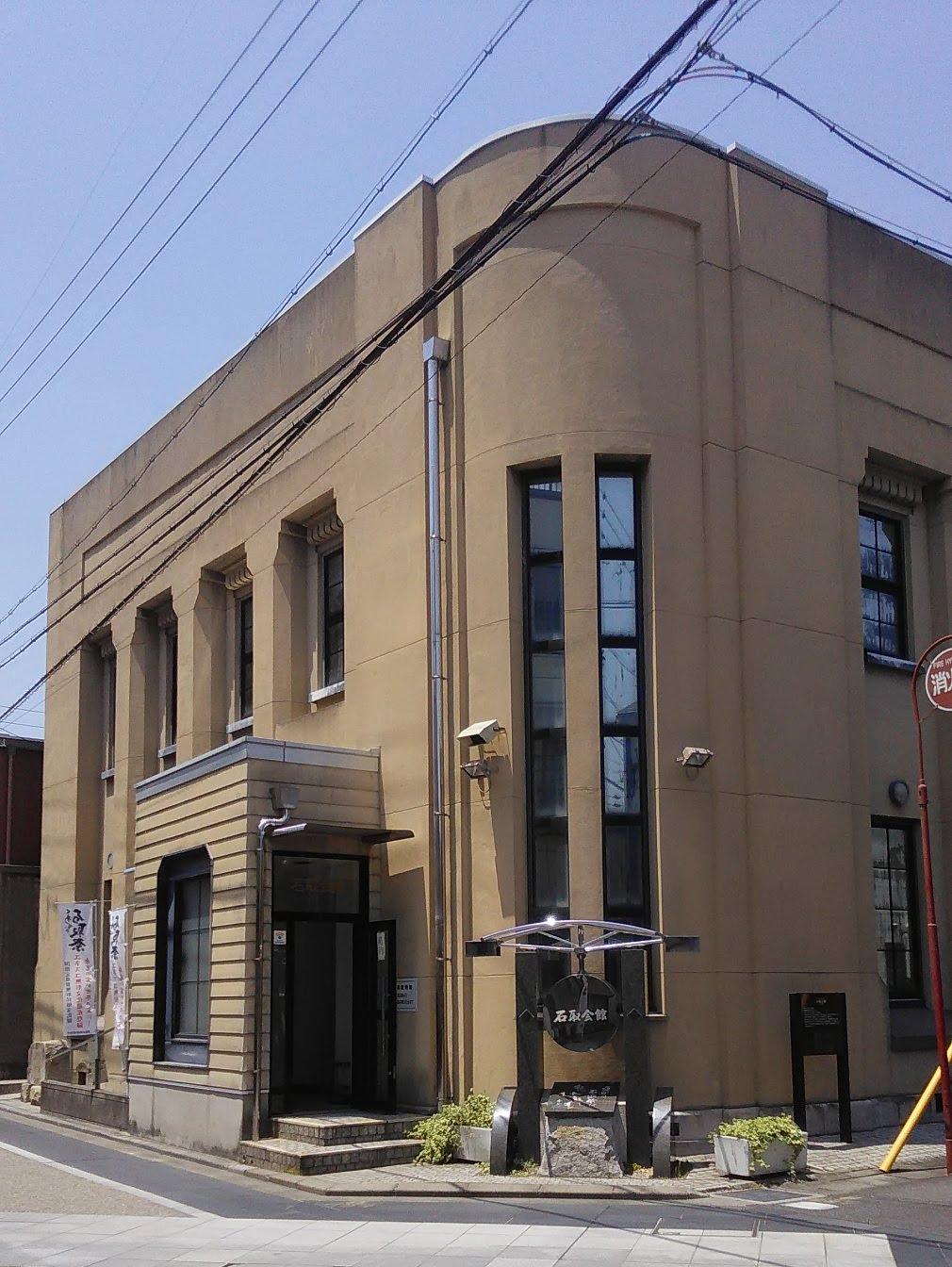
桑名市石取会館

- 桑名市石取会館桑名市石取会館（京町） 登録文化財
- 又木茶屋（長島町又木）
長島町出身の画家・佐藤昌胤の生前の屋敷を修復、整備した情報交流施設[98]。樹木、庭園、ギャラリーが整備されている。長島町の歴史、観光、物産等の紹介が行われ、市民の憩いの場としても利用されている。
- 長島水辺のやすらぎパーク（長島町又木）
長島藩の重職を担った久我家の屋敷を修復整備した施設。
- 伊勢湾台風記念館（長島町松蔭）
- 桑名市博物館（京町）
- 桑名天然温泉元気村さとの湯（福岡町）
- はまぐりプラザ（赤須賀）

#### スポーツ施設
- 桑名市総合運動公園（芳ヶ崎）
- 桑名カントリー倶楽部（嘉例川）
1960年開場の三重県を代表する名門ゴルフ場[99]。コースの設計・監修は、日本におけるゴルフ設計の第一人者の井上誠一[100]。
- 東建多度カントリークラブ・名古屋（多度町古野）
全国に4つある、JGTO、および、JLPGA両団体による公式認定ゴルフコースの1つ[101]。1年を通して緑色の芝生を保つために毎年、オーバーシードが行われる[101]。ホテル、温泉施設を併設する。
- スポーツマジック桑名（西方小谷）
アウトドア大型複合スポーツ施設
  - 三重フットサルクラブ
  - K-air（ウォータージャンプ）
  - 長島スポーツランド

### 祭り・イベント
祭り・イベントは年間を通して開催されており、比較的大きなものは、旧桑名宿周辺、多度大社・多度山周辺、木曽三川・長島温泉周辺に集中している。全国的に知名度の高い石取祭は春日神社から市内各地にも波及して行われている。また、太夫を拠点に現在でも三重県・滋賀県・和歌山県・京都府・大阪府・福井県・兵庫県・岡山県・鳥取県・広島県・山口県・島根県・香川県の二府十一県を回檀する伊勢大神楽の本拠地奉納は年末、増田神社で行なわれている。
2011年現在、秋季には多度町観光協会によって、みかん狩り、柿狩り、芋掘りが催されている。
主な祭り・イベントの年間スケジュールは以下のとおり。

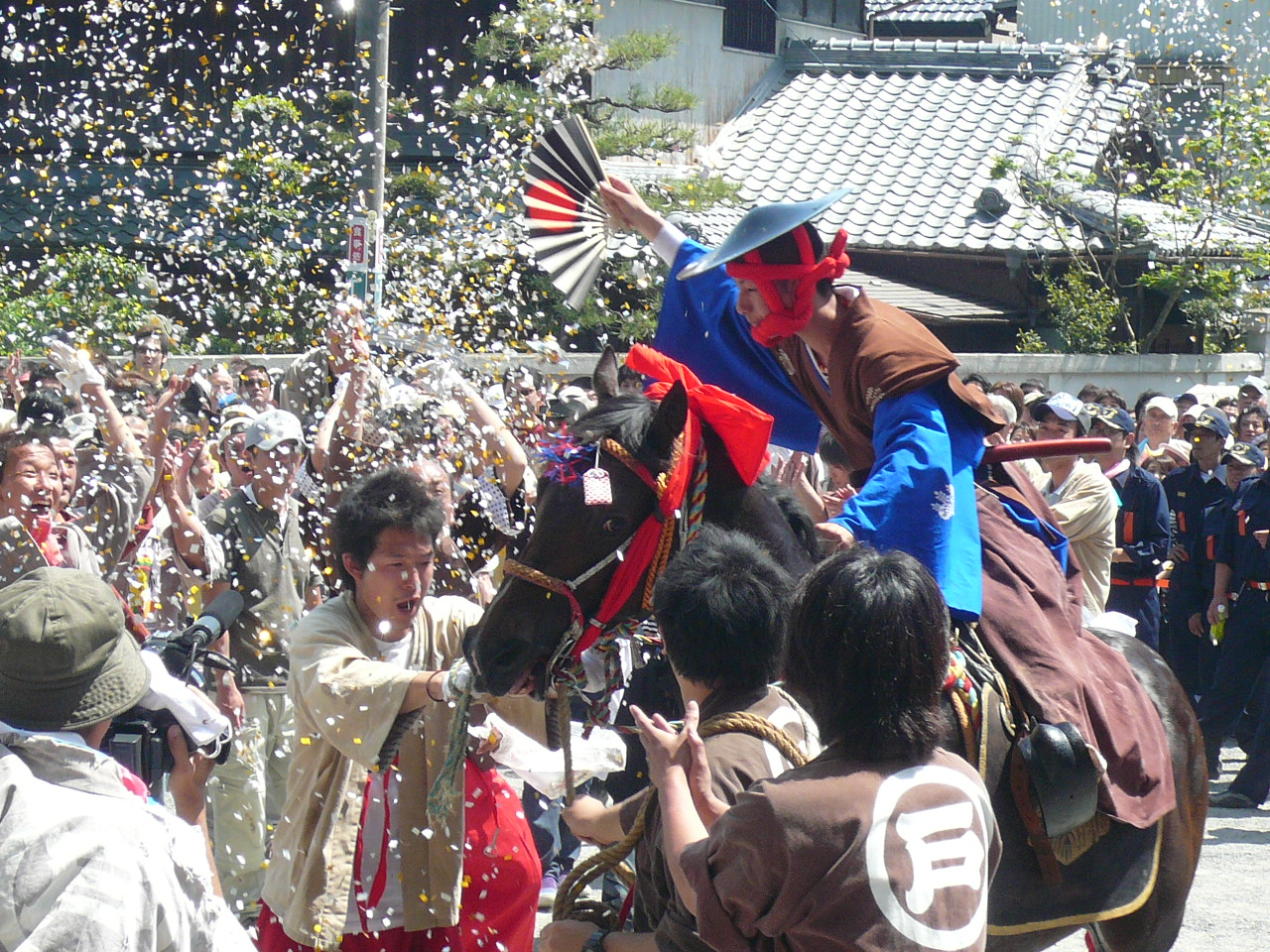
多度祭の上げ馬神事（5月）

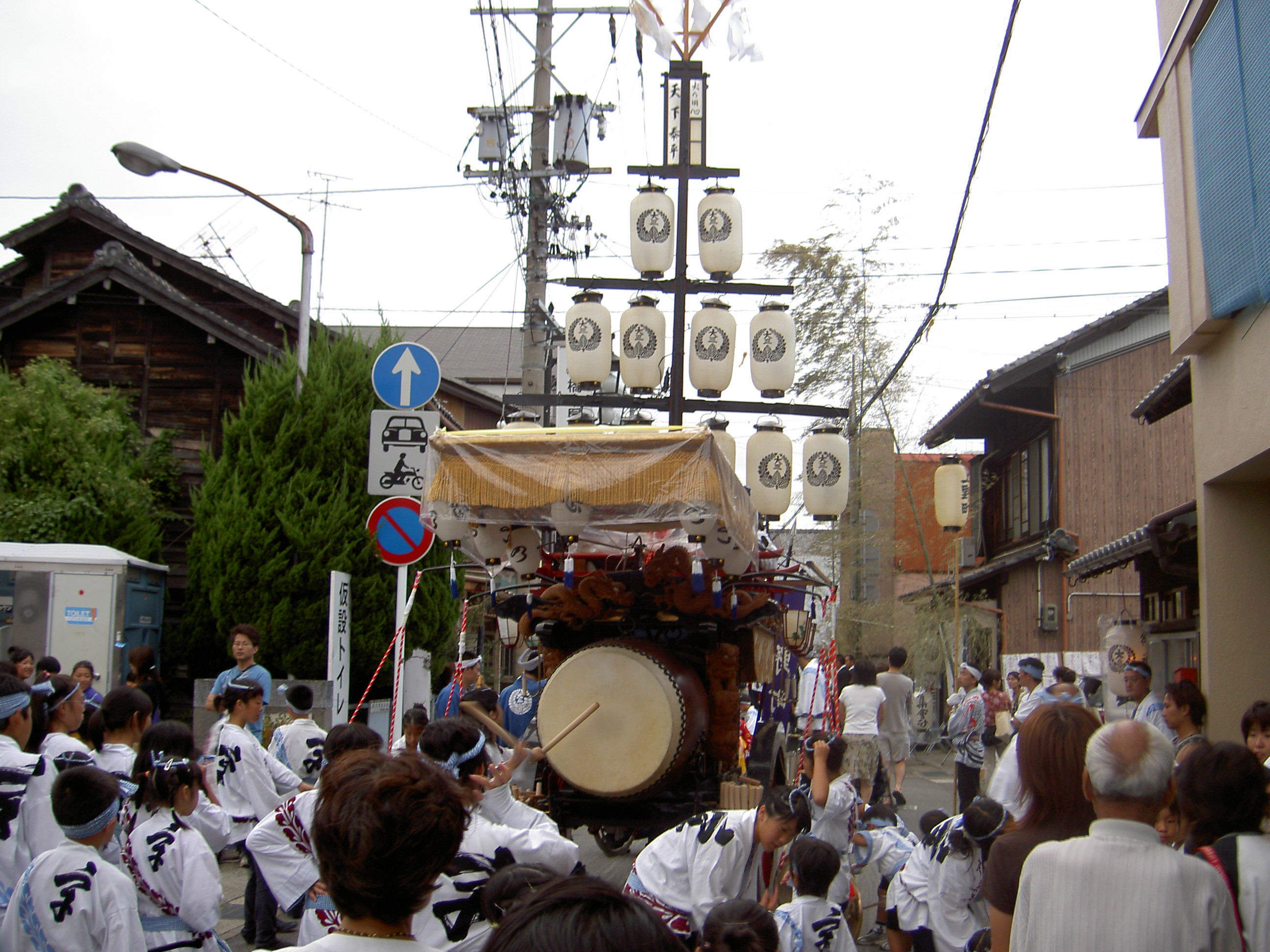
石取祭（8月）

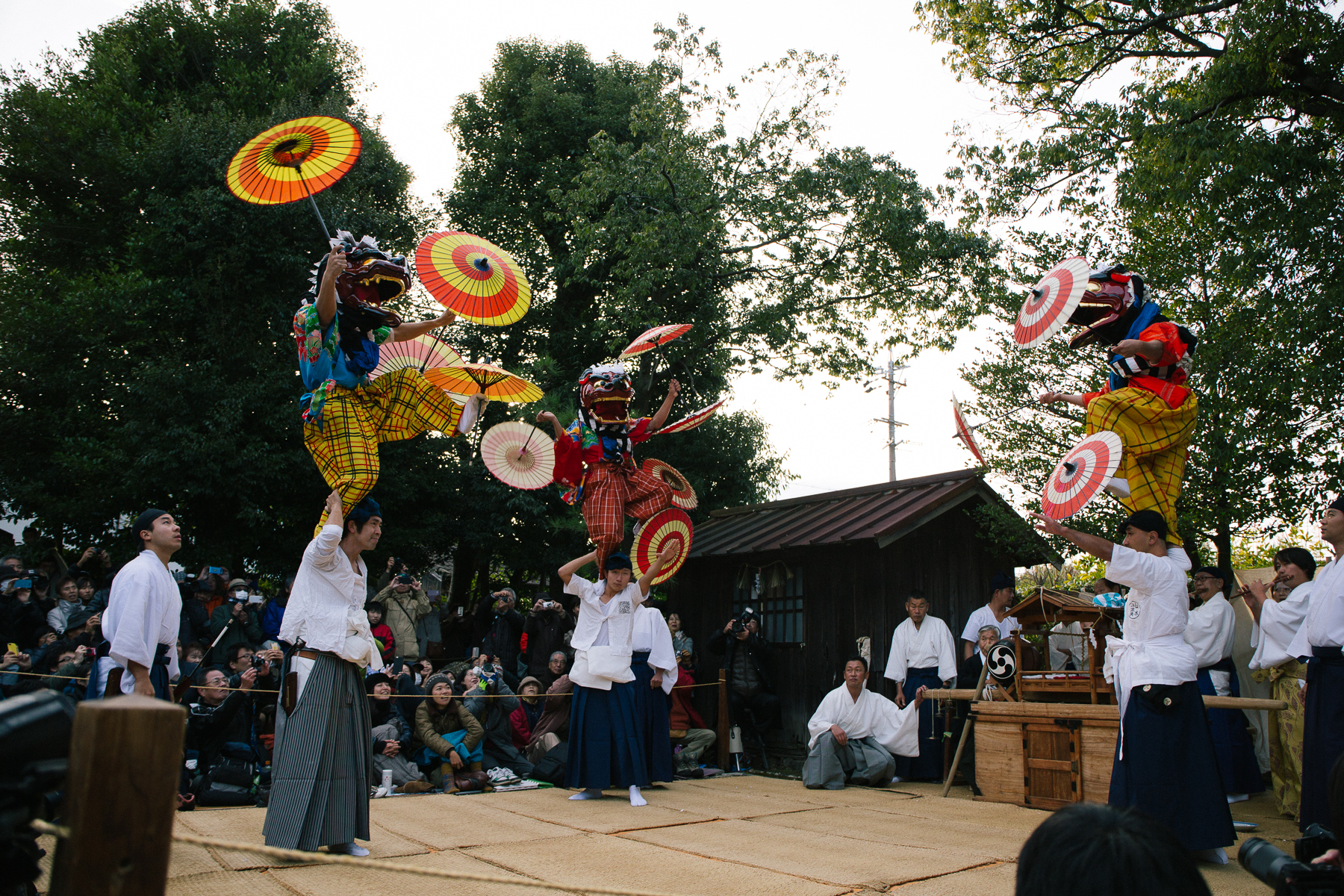
伊勢大神楽講社総舞（12月）

| 祭り・イベント名               | 開催時期                    | 開催地                           | 概要 | 出典                            |
| ------------------------------ | --------------------------- | -------------------------------- | --- | ------------------------------- |
| 新春かるた会                   | 1月3・5日                   | 鎮国守国神社                     | 3日には百人一首による、かるた取りが、5日には、桑名のみに伝えられ保存されてきた「詩（し）かるた」による、かるた取りが行われる。 | [ 104 ] [ 105 ]                 |
| 桑名聖天大祭                   | 4月1・2日                   | 大福田寺                         | 松平定信が信心・寄進した歓喜天（聖天）の祭礼。両日、火渡り神事が行われる他、初日に稚児行列が行われ、二日目に伊勢大神楽が奉納される。 | [ 104 ] [ 106 ] [ 107 ]         |
| つつじまつり                   | 5月1-15日                   | 九華公園                         | 公園内で約550本のつつじが咲く。祭りの期間中には、園内の鎮国守国神社で金魚まつりが同時開催される。 | [ 104 ] [ 108 ]                 |
| 金魚祭                         | 5月2・3日                   | 鎮国守国神社                     | 松平定信が金魚好きだったことに由来。金魚神輿を各町の子供が担いで練り歩く。 | [ 104 ]                         |
| 多度祭                         | 5月4・5日                   | 多度大社                         | 多度大社の例祭。全国的にも著名な上げ馬神事が行われる。上げ馬神事は、武者姿の少年騎手が人馬一体で約2mの絶壁を駆け上がる勇壮な神事で、三重県の無形民俗文化財に指定されている。 | [ 104 ] [ 109 ] [ 110 ]         |
| 花菖蒲まつり                   | 6月1-15日                   | 九華公園                         | 公園内の3つの菖蒲（しょうぶ）園で約4000株の花菖蒲が咲き、イベント（撮影会、野球大会）が行われる。 | [ 104 ] [ 111 ]                 |
| 石取祭（稲荷社境内秋葉社）     | 7月最終日曜日の前日と前々日 | 稲荷社境内秋葉社                 | 長島萱町、長島中町、長島下町で各1台ずつ所有する祭車を曳き、鉦や太鼓を鳴らしながら練り歩く「町練り」が行われる。金曜日に叩き出し、土曜日に本楽が行わる。「三町石取祭行事」として市の無形民俗文化財に指定されている。 | [ 104 ] [ 112 ] [ 113 ] [ 114 ] |
| TOKAI SUMMIT                   | 7月下旬                     | ナガシマスパーランド             | 東海地区屈指の夏の大型野外フェスで、東海地区出身のアーティスト（ヒップホップ）を中心に開催される。 | [ 115 ]                         |
| 桑名水郷花火大会               | 7月下旬                     | 揖斐川河畔                       | スケールの大きな揖斐川の長さ、幅、深さを生かした「水郷のまち桑名」ならではの花火大会。揖斐川の中州から、およそ1時間半かけて約4000発の花火が打ち上げられる。 | [ 104 ] [ 116 ]                 |
| 石取祭                         | 8月第1日曜日とその前日      | 桑名宗社（春日神社）             | 桑名を代表する祭り。30数台の祭車が、鉦や太鼓を一斉に打ち鳴らして旧東海道などを練り歩く。祭りの勇壮な様から、「日本一やかましい祭り」、「天下の奇祭」と呼ばれる。国の重要無形民俗文化財に指定並びに、ユネスコの無形文化遺産に登録されている。 | [ 104 ] [ 117 ] [ 118 ] [ 119 ] |
| 石取祭（赤須賀神明社）         | 8月14日～16日               | 赤須賀神明社                     | 6台の祭車によって、初日に叩き出し、2日目に試楽の町内練り、3日目に本楽渡祭が行われる。「赤須賀神明社石取祭」として市の無形民俗文化財に指定されている。 | [ 104 ] [ 120 ] [ 121 ]         |
| 石取祭（内母（ないも）神社）   | 10月第1金曜日から日曜日     | 内母神社                         | 多度北5地区6台の祭車で、鉦と太鼓を打ち鳴らしながら内母神社まで列をなして練り歩き、神前に多度川から取った栗石を奉納する。また、祭車に飾った和紙製の造花「桜花」を縁起物とし、奉納する。「内母神社の石取祭」として市の無形民俗文化財に指定されている。                                                                                             | [ 104 ] [ 122 ] [ 123 ] [ 124 ] |
| 桑名の殿様御台所祭・千姫折鶴祭 | 10月中旬                    | 桑名別院本統寺、鎮国守国神社ほか | 市民有志による実行委員会が運営する祭り。1989年に地元商店主らが始めた。桑名の食文化を体験する花街グルメパークや特設ステージでの古典芸能などの企画を楽しむ「桑名の殿様御台所祭」と、桑名でわずかな期間暮らした千姫と市指定無形文化財の「桑名の千羽鶴」の「千」をかけた「千姫折鶴祭」から成る。千姫折鶴行列や千羽鶴ファイヤーセレモニーが行われる。 | [ 104 ] [ 125 ] [ 126 ]         |
| 七福神まつり                   | 11月23日                    | 十念寺                           | 七福神に扮した一行が氏子各家の七福神祈願を行い、市内を練り歩く。境内では、大正琴・舞踊などが奉納されるほか、福豆・福餅投げが行われる。 | [ 104 ] [ 127 ] [ 128 ]         |
| 流鏑馬祭り                     | 11月23日                    | 多度大社                         | 弓馬術礼法小笠原教場の奉仕により、古式に法って流鏑馬が行われる。馬上の射手が3ヶ所の的を射抜く。射られて当たった的は縁起物として有償頒布される。新嘗祭にあわせて、五穀豊穣を感謝する意味を込めて行われる。 | [ 104 ] [ 129 ] [ 130 ] [ 131 ] |
| 伊勢大神楽総舞                 | 12月24日                    | 増田神社                         | かつて伊勢神宮参拝は一生に一度の夢だったが、それが叶わぬ人の代わりに、神楽を奉納する神事。境内にて獅子舞はもちろん皿回し・茶碗積みなどの大変希少な放下芸を含む八舞八曲が奉納される。国の重要無形民俗文化財に指定を受ける山本源太夫・森本忠太夫・山本勘太夫ら五社中が奉納に参加する。                                                             | [ 104 ] [ 132 ] [ 133 ]         |
| 三八市（さんぱちいち）         | 毎月3と8のつく日            | 寺町商店街                       | 桑名別院本統寺の門前町のアーケード商店街で開催される朝市。魚介類、野菜などを商う露店が約80件ほど並び、多くの人で賑わう。また、商店街裏の掘に河津桜が植樹されるなど、観光目的にも整備されている。 | [ 104 ] [ 134 ] [ 135 ]         |

## 著名な出身者

### 政治・行政
- 伊藤幸太郎（衆議院議員、長島町長、名誉市民）
- 加賀卯之吉（旧姓・山室、衆議院議員、女優加賀まりこの祖父）
- 加太邦憲（貴族院議員、関西大学学長）
- 吉川有美（参議院議員）
- 柵木環（元山梨県副知事）
- 水谷力（参議院議員、元農林水産政務次官）
- 森茂生（衆議院議員、桑名町長）
- 山本佐知子（参議院議員）

### 経済
- 太田伸之（クールジャパン機構代表取締役社長）
- 高木貞作（新選組隊士、桑名藩士、商法講習所設立に参加、銀行家）
- 松井房吉（松井証券創業者）
- 諸戸精太（地主、資産家、三重県多額納税者、諸戸タオル代表社員）
- 二代目諸戸清六（資産家、諸戸殖産社長、諸戸合名代表社員）
- 佐藤信之助（サンジルシ醸造社長、中京テレビ放送初代社長）
- 崔真淑（エコノミスト、実業家）

### 軍人
- 立見尚文（陸軍大将）

### 学術
- 黒沢翁満（国学者）
- 貝塚爽平（地理学者、東京都立大学名誉教授）
- 駒井重格（経済学者、専修大学創設者の一人、桑名藩士）
- 矢田俊隆（歴史学者、政治学者、北海道大学名誉教授）

### 文化
- 松久正（作家、医師）
- 黒田研二（作家）
- 城島明彦（作家）
- 水谷和彦（放送作家）
- 北村けんじ（児童文学作家）
- ヤスダスズヒト（イラストレーター、漫画家、デザイナー[136]）
- 佐藤昌胤（画家）
- 林家染吉（落語家、林家染丸一門[137]）

### 芸能
- TAKA（ミュージシャン、Libraian、元・La'cryma Christiのヴォーカル）
- 産屋敷光孝（ミュージシャン、インターネットDJ）
- 壱太郎（和太鼓奏者、元鬼太鼓座）
- ナカムラヒロシ（i-dep/Sotte Bosse、プロデューサー、DJ）
- 水谷駿（俳優、歌手、タレント）
- 三浦宏規（俳優、ダンサー）
- 下和田ヒロキ（声優）
- 小松未可子（声優）
- 桜木つぐみ（声優）
- 夏月（女優）
- 加藤利幸（オペラ歌手、テノール歌手）
- 麻乃（ファッションモデル）

### スポーツ
- 瀬古利彦（マラソン選手）
- 宮下遥（バレーボール選手 - 岡山シーガルズ）
- 松田次生（レーシングドライバー）
- 佐久間重光（競輪選手）
- 森昌彦（野球指導者、アトランタオリンピック野球日本代表）
- 田中穂徳（水泳指導者、ソウルオリンピック水泳日本代表[138]）

#### プロレス
- 柴田勝久（プロレスレフェリー ← プロレスラー ← 元大相撲力士）
- 柴田勝頼
- 後藤洋央紀
- 伊藤旭彦
- 岩本煌史

#### サッカー
- 三鬼海
- 伊藤裕二（サッカー指導者）

#### バスケットボール
- 桜井良太
- 小林阿古

#### ラグビー
- 平野叶翔(ラグビー選手)
- 水谷咲良(女子ラグビー選手)

### アナウンサー
- 水谷勝海（GAORAチーフアナウンサー、元・毎日放送）
- 前田阿希子（元・毎日放送）
- 成田香織（フリーアナウンサー、元東海ラジオ放送）
- 宮武紗里（元・東海テレビ）
- 河合莉菜（名古屋テレビ放送アナウンサー【NTB 所属】、元・NHK津キャスター→石川テレビ放送アナウンサー）

### その他
- 冨田いずみ（ギフトコーディネーター）
- 水谷新六（南鳥島の開拓者）
- 沼波弄山（萬古焼の始祖）
- 森有節、森千秋兄弟（萬古焼中興の祖）
- 森常吉（桑名藩士、新選組隊士、箱館新選組頭取改役）
- 関川代二郎（桑名藩士、新選組隊士、警視庁抜刀隊員）

### ゆかりの人物
- 持統天皇（壬申の乱の際に一時期、桑名で暮らした[139]）
- 村正（刀匠、妖刀村正で有名な伊勢国桑名の刀工）
- 本多忠勝（桑名藩初代藩主、徳川四天王）
- 服部正就（3代目服部半蔵、桑名藩の名家・小服部家の始祖）
- 服部正重（桑名藩家老、4代目服部半蔵、桑名藩の名家・大服部家の始祖）
- 千姫（徳川秀忠の長女、桑名藩主本多忠政の嫡子・忠刻の妻として一時期、桑名で暮らした）
- 河合曾良（俳諧師、松尾芭蕉の高弟・蕉門十哲の一人、一時期、長島藩主・松平康尚に仕える）
- 各務支考（俳諧師、松尾芭蕉の高弟・蕉門十哲の一人、時雨蛤の名付け親）
- 増山正賢（長島藩主、文化人）
- 松平定信（江戸幕府老中首座、将軍輔佐、楽翁公）
- 松平定敬（桑名藩主、京都所司代）
- 富樫広蔭（国学者、三崎春日社神職、大福田寺に墓がある）
- 小沢圭次郎（桑名藩士、庭園史研究家、造園家、作庭家、九華公園の設計者）
- 初代諸戸清六（実業家）
- ジョサイア・コンドル（建築家で、旧諸戸清六邸の六華苑設計者）
- 泉鏡花（小説家、桑名を舞台とした小説『歌行燈（うたあんどん）』の作者）
- 増田淳（橋梁技術者、伊勢大橋の設計者）
- 有本芳水（詩人、詩『桑名にて』の作者、住吉神社境内に詩碑が設置）
- 中原中也（詩人、詩『桑名の駅』の作者、桑名駅構内に詩碑が設置）
- 貝塚茂樹（東洋史学者、京都大学名誉教授、初代桑名市長・貝塚栄之助の養子）
- 杉原千畝（外交官、幼少期に一時、三重県桑名郡桑名町第一尋常小学校（現・桑名市立日進小学校）に在校[140][141]）
- 小林研三（画家、ほぼ終生を桑名で過ごした[142][143]）
- 山本麻里（厚生労働省社会・援護局長、元桑名市副市長）[144]
- AMI（ミュージシャン、女優。市を舞台とした映画「クハナ!」に出演し、市内の多度グリーンファームいちごアンバサダーを務める）

## 過去の事案
- 毎日新聞が桑名市に対し情報公開請求を行なった所、既に逮捕・起訴された組合長を務める漁業協同組合（漁協）に対し、当市市長公室政策創造課・下水道課・水道課が「補償金」や「補助金」などの名目で2010年度から10年間で総額653万円を漁協に公金支出をしていた事が報道された。市は漁協への公金支出について「逮捕者が出た団体に公金を支出しないのは当然」などとし、今後は行わない方針を明らかにしているとも報道された[145]。
- 桑名市では2007年度時点で条例などを制定しないまま一部の在日韓国・朝鮮人を対象に住民税を半減する特例措置がとられていた[146]。なお2008年度以降は、この措置を是正する方針が示された。詳細は「在日韓国・朝鮮人」の項を参照のこと。

## 桑名市を舞台とした作品

### 映画
- クハナ!（2016年）
- アイミタガイ（2024年）

### 絵画
・「東海道五拾三次之内 桑名 七里渡口」（歌川広重の版画・制作年不明）
・「桑名船乗り徳蔵の物語」（歌川国芳・東海道五十三岱 東海道五十三次 第44番・制作年不明）
・「東海道名城図屏風」

## 桑名市にちなむ名称
- 桑名市にちなんで名付けられた「桑名」という小惑星が存在する。